# Liste der Biografien/Ran
Liste der Biografien |
Portal Biografien |
Personensuche
# |
A |
B |
C |
D |
E |
F |
G |
H |
I |
J |
K |
L |
M |
N |
O |
P |
Q |
R |
S |
T |
U |
V |
W |
X |
Y |
Z |
?
 
Ra |
Rb |
Rd |
Re |
Rh |
Ri |
Rj |
Rk |
Rl |
Rm |
Rn |
Ro |
Rr |
Rs |
Rt |
Ru |
Rv |
Rw |
Rx |
Ry |
Rz
 
Raa |
Rab |
Rac |
Rad |
Rae–Rah |
Rai |
Raj |
Rak |
Ral |
Ram |
Ran |
Rao |
Rap |
Raq |
Rar |
Ras |
Rat |
Rau |
Rav |
Raw |
Rax |
Ray |
Raz
Die Liste der Biografien führt alle Personen auf, die in der deutschsprachigen Wikipedia einen Artikel haben. Dieses ist eine Teilliste mit 876 Einträgen von Personen, deren Namen mit den Buchstaben „Ran“ beginnt.

## Ran
- Ran, Avi (1963–1987), israelischer Fußballtorhüter
- Ran, Eyal (* 1972), israelischer Tennisspieler
- Ran, Shulamit (* 1949), israelisch-amerikanische Komponistin und Musikpädagogin
- Ran, Yunfei (* 1965), chinesischer Blogger und Dissident
- Ran-D (* 1981), niederländischer Hardstyle-DJRan-D (* 1981)

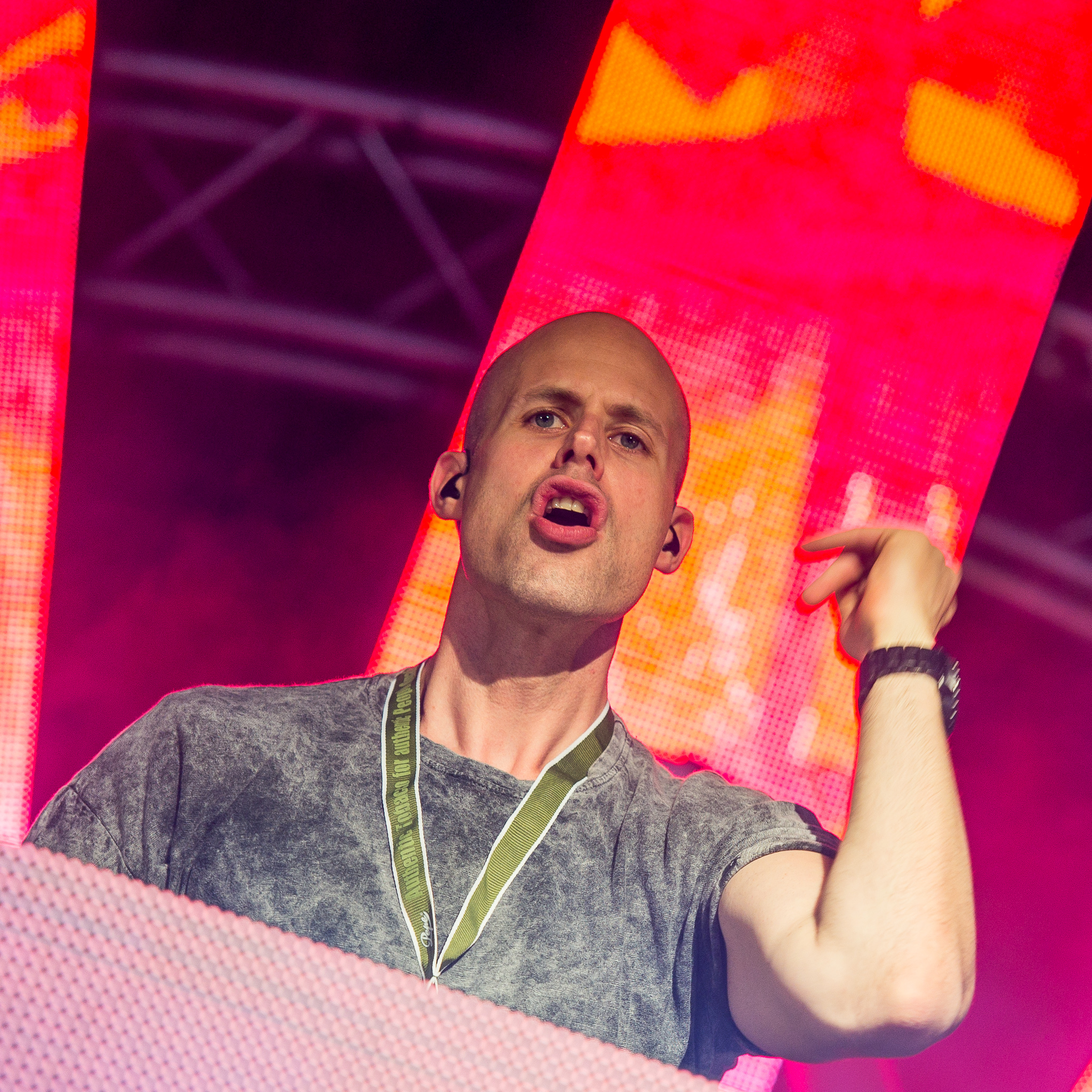
Ran-D (* 1981)

### Rana
- Rana, Beatrice (* 1993), italienische Pianistin
- Rana, Bir Schamscher Jang Bahadur (1852–1901), nepalesischer Ministerpräsident
- Rana, Chandra Shamsher Jang Bahadur (1863–1929), Premierminister von Nepal
- Rana, Diljit, Baron Rana (* 1938), britischer Politiker und Unternehmer indischer Abstammung
- Raña, Iván (* 1979), spanischer Triathlet
- Rana, Kipkorir Aly Azad (* 1948), kenianischer Diplomat und stellvertretender Generaldirektor der Welthandelsorganisation
- Rana, Medha (* 1999), indische Schauspielerin
- Rana, Mohammed (* 1983), bangladeschischer Schwimmer
- Rana, Sneh (* 1994), indische Cricketspielerin
- Rana, Subarna Shamsher (1910–1977), nepalesischer Politiker
- Ranacher, Alexander (* 1998), österreichischer Fußballspieler
- Ranacher, Erich (1923–1944), österreichischer Widerstandskämpfer und Partisan
- Ranade, Mahadev Govind (1842–1901), indischer Richter, Autor und Sozialreformer
- Ranadive, Kamal (1917–2001), indische biomedizinische Forscherin
- Ranafier, Heinrich (1846–1930), deutscher Eisenbahningenieur und Oberbaurat
- Ranafier-Bulling, Hedwig (1882–1961), deutsche Malerin
- Ranaivo, Edouard (1894–1959), madagassischer römisch-katholischer Geistlicher, Bischof von Miarinarivo
- Ranaivomanana, Philippe (1949–2022), madagassischer Geistlicher und römisch-katholischer Bischof von Antsirabé
- Ranald, schottischer Adliger
- Ranaldo, Lee (* 1956), US-amerikanischer Gitarrist, Sänger, Musikproduzent und AutorLee Ranaldo (* 1956)

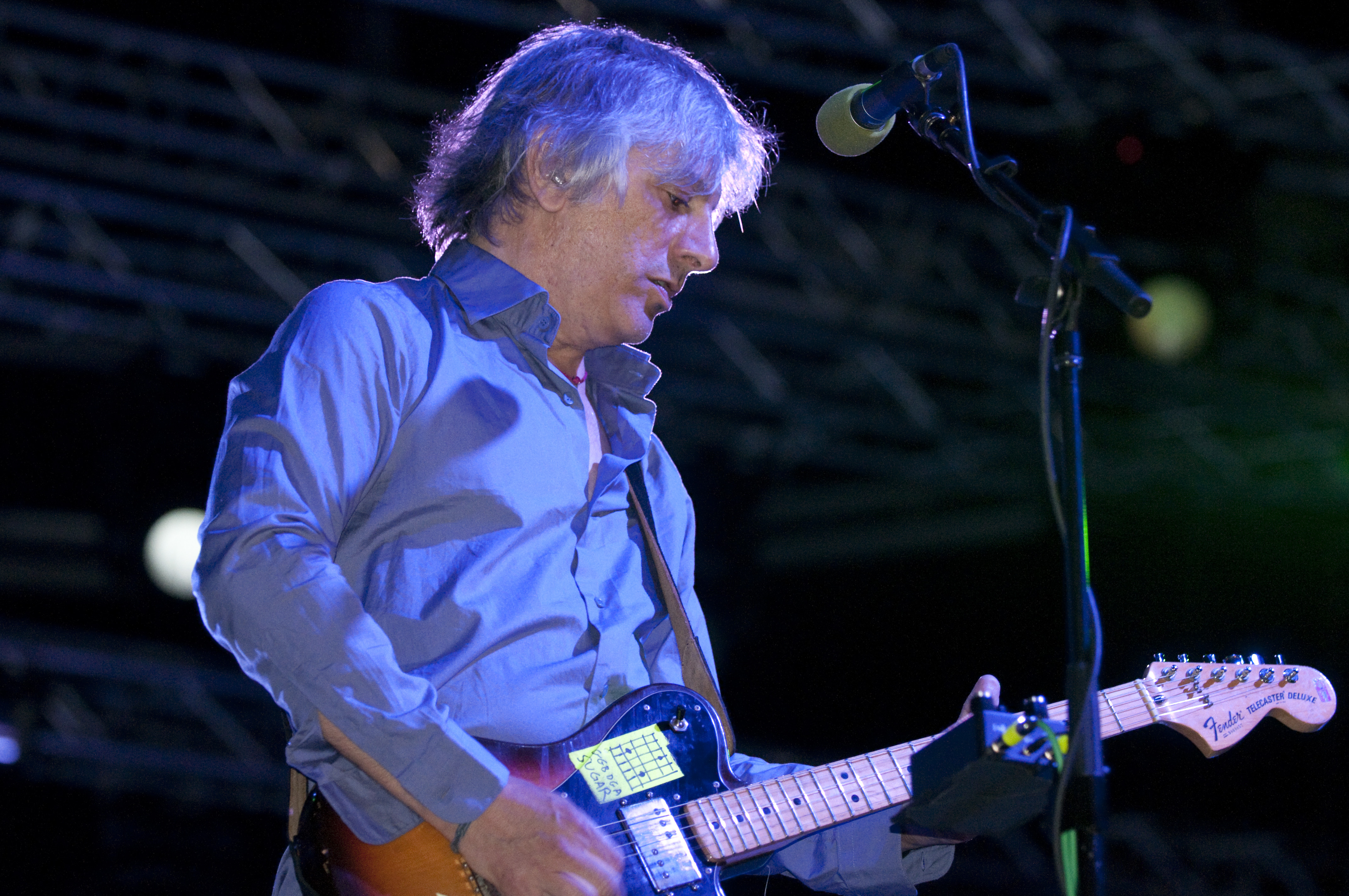
Lee Ranaldo (* 1956)

- Ranalli, George (* 1946), amerikanischer Architekt und Hochschullehrer
- Ranan, David (* 1946), deutsch-britisch-israelischer Kultur- und Politikwissenschaftler sowie Sachbuchautor
- Ranarivelo, Samoela Jaona (* 1962), anglikanischer Bischof von Antananarivo
- Ranasinghe, Anne (1925–2016), sri-lankisch-deutsche Schriftstellerin
- Ranasinghe, Dulanjalee (* 1989), sri-lankische Hochspringerin
- Ranasinghe, Oshadi (* 1986), sri-lankische Cricketspielerin
- Ranasinghe, Sachini (* 1994), sri-lankische Schachspielerin
- Ranasinghe, Sumeda (* 1991), sri-lankischer Speerwerfer
- Ranau, Jörg (* 1955), deutscher Diplomat
- Ranaudip Singh (1825–1885), Premierminister von Nepal
- Ranavalona I. († 1861), Herrscherin der Merina, MadagaskarRanavalona I. († 1861)

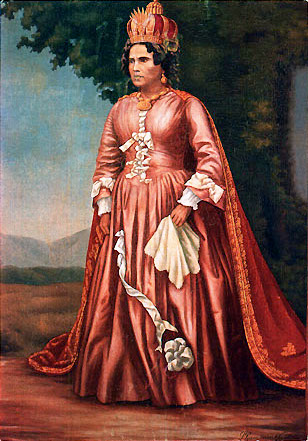
Ranavalona I. († 1861)

- Ranavalona II. (1829–1883), Königin von Madagaskar
- Ranavalona III. (1861–1917), letzte Königin von Madagaskar
- Ranaweera, Inoka (* 1986), sri-lankische Cricketspielerin

### Ranb
- Ranbeck, Aegidius (1608–1692), Benediktiner, Kirchenrechtler und Theologe
- Ranby, John (1703–1773), englischer Chirurg

### Ranc
- Ranc, Arthur (1831–1908), französischer Politiker, Journalist und Autor
- Ranc, Jean (1674–1735), französischer Maler des Barock
- Ranc, Julian (* 1996), französischer Mittel- und Langstreckenläufer marokkanischer Herkunft
- Rancati, Carlo (1940–2012), italienischer Radrennfahrer
- Rancati, Ilarione (1594–1663), italienischer Abt der Zisterzienser, Theologe, Bibliothekar, Gelehrter und Arabist
- Rancé, Armand Jean Le Bouthillier de (1626–1700), französischer Adliger und Mönch, Begründer des Trappistenordens
- Rance, Hubert Elvin (1898–1974), britischer Generalmajor und Gouverneur von Birma, Trinidad und Tobago
- Rance, Terry (* 1953), britischer Musiker, Gitarrist von Iron Maiden
- Rancés y Villanueva, Manuel (1824–1897), spanischer Diplomat
- Ranch, Hieronymus Justesen (1539–1607), dänischer Geistlicher und Dramatiker
- Ranch, John (* 1940), australischer Ruderer
- Ranch, Lars (* 1965), dänischer Solotrompeter
- Ranchi, Federica (1939–2025), italienische Schauspielerin
- Rancic, Bill (* 1971), US-amerikanischer Unternehmer
- Rancière, Jacques (* 1940), französischer PhilosophJacques Rancière (* 1940)

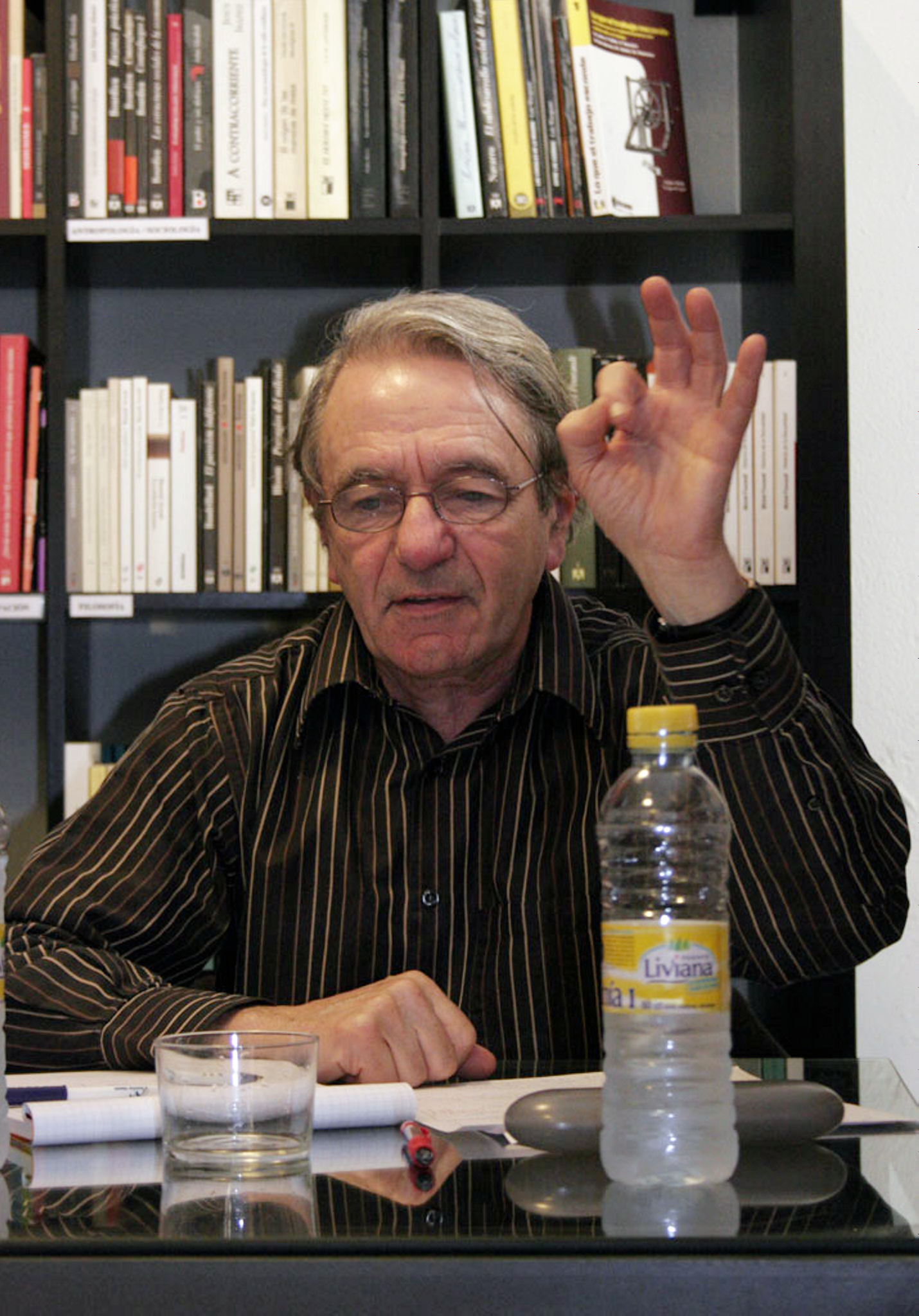
Jacques Rancière (* 1940)

- Rančík, Martin (* 1978), slowakischer Basketballspieler
- Ranck, Conrad von (1664–1739), schwedischer und hessen-kasselscher Generalleutnant, Kommandant der Festung Rheinfels
- Ranck, Werner (1904–1989), deutscher Offizier, zuletzt Generalleutnant im Zweiten Weltkrieg
- Ranco, Louise (1868–1902), deutsche Opernsängerin (Sopran)
- Ranconis de Ericinio, Adalbertus († 1388), böhmischer Philosoph und Theologe
- Rancore (* 1989), italienischer Rapper

### Rand
- Rand, Austin Loomer (1905–1982), kanadischer Ornithologe
- Rand, Ayn (1905–1982), russisch-US-amerikanische BestsellerautorinAyn Rand (1905–1982)

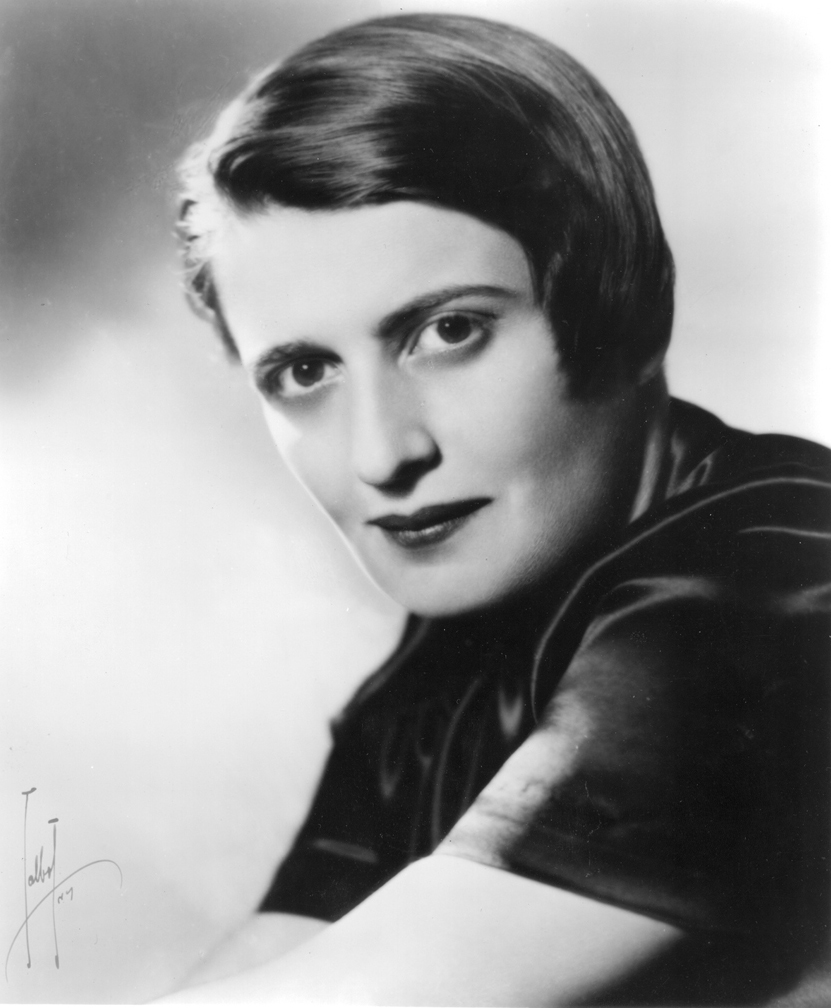
Ayn Rand (1905–1982)

- Rand, Edward Kennard (1871–1945), US-amerikanischer Klassischer Philologe und Mittellateiner
- Rand, Ellen Emmet (1875–1941), US-amerikanische Malerin und Illustratorin
- Rand, Frank (1935–2003), US-amerikanischer Unternehmer und Autorennfahrer
- Rand, Gertrude (1886–1970), US-amerikanische Psychologin und Hochschullehrerin
- Rand, Isaac (1674–1743), englischer Apotheker und Botaniker
- Rand, Janne (* 1984), US-amerikanische Skispringerin
- Rand, Jay (* 1950), US-amerikanischer Skispringer
- Rand, John (1871–1940), US-amerikanischer Schauspieler
- Rand, Kristian (* 1987), estnischer Eistänzer
- Rand, Mary (* 1940), britische Leichtathletin und Olympiasiegerin
- Rand, Paul (1914–1996), US-amerikanischer Designer von Unternehmenslogos
- Rand, Robin (* 1957), US-amerikanischer General
- Rand, Rose (1903–1980), austroamerikanische Logikerin und Philosophin
- Rand, Sally (1904–1979), US-amerikanische Burlesque-Tänzerin und Schauspielerin
- Rand, Scott (* 1968), kanadischer Ruderer
- Rand, Scott (* 1975), englischer Dartspieler
- Rand, Taavi (* 1992), estnischer Eistänzer
- Rand, Tom, britischer Kostümbildner
- Rand, William (1886–1981), US-amerikanischer Hürdenläufer
- Rand, William H. (1828–1915), US-amerikanischer Kartenverleger

#### Randa
- Randa (1943–1989), libanesische Schauspielerin und Sängerin
- Randa, Antonín (1834–1914), österreichischer Jurist und Politiker der österreichisch-ungarischen Monarchie
- Řanda, Čestmír (1923–1986), tschechischer Schauspieler und Theaterregisseur
- Randa, Gerhard (* 1944), österreichischer Bankmanager
- Rańda, Paweł (* 1979), polnischer Ruderer
- Randaccio, Ranieri (* 1952), italienischer Autorennfahrer
- Randad, Heinrich (1855–1938), deutscher Kaufmann
- Randak, Daniel (* 1993), österreichischer Fußballspieler
- Randal, Allison (* 1950), US-amerikanische Informatikerin
- Randal, Elías (1920–2005), argentinischer Tangosänger und -komponist
- Randal-Williams, Oscar, britischer Mathematiker
- Randall, Alexander (1803–1881), US-amerikanischer Politiker
- Randall, Alexander W. (1819–1872), US-amerikanischer Politiker
- Randall, Benjamin (1789–1859), US-amerikanischer Politiker
- Randall, Bruce († 2000), US-amerikanischer Basketballtrainer
- Randall, Carl (1949–2012), US-amerikanischer Jazz-Musiker (Saxophon, Flöte)
- Randall, Charles Hiram (1865–1951), US-amerikanischer Politiker
- Randall, Charles S. (1824–1904), US-amerikanischer Politiker
- Randall, Clifford E. (1876–1934), US-amerikanischer Politiker
- Randall, Connor (* 1995), englischer Fußballspieler
- Randall, Dave (* 1967), US-amerikanischer Tennisspieler
- Randall, Elliott (* 1947), US-amerikanischer Rockgitarrist
- Randall, Emily (* 1985), amerikanische Politikerin
- Randall, Frankie (1938–2014), US-amerikanischer Jazzpianist und -sänger
- Randall, Frankie (1961–2020), US-amerikanischer Boxer
- Randall, Freddy (1921–1999), britischer Jazz-Trompeter
- Randall, Graeme (* 1975), britischer Judoka
- Randall, Henry S. (1811–1876), US-amerikanischer Landwirt, Autor, Pädagoge und Politiker
- Randall, Jack (1794–1828), englischer Boxer in der Bare-knuckle-Ära
- Randall, James G. (1881–1953), US-amerikanischer Historiker
- Randall, James Ryder (1839–1908), amerikanischer Dichter und Journalist
- Randall, Jesse (* 2002), neuseeländischer Fußballspieler
- Randall, John (1715–1799), englischer Organist, Musikprofessor und Komponist
- Randall, John Ernest (1924–2020), US-amerikanischer Ichthyologe
- Randall, John Herman (1899–1980), US-amerikanischer Philosoph
- Randall, John Turton (1905–1984), britischer Physiker
- Randall, Josh (* 1972), US-amerikanischer Schauspieler
- Randall, Kevin (* 1966), US-amerikanischer Geistlicher, römisch-katholischer Erzbischof und Diplomat des Heiligen Stuhls
- Randall, Kikkan (* 1982), US-amerikanische Skilangläuferin
- Randall, Lexi (* 1980), US-amerikanische Schauspielerin
- Randall, Lisa (* 1962), US-amerikanische PhysikerinLisa Randall (* 1962)

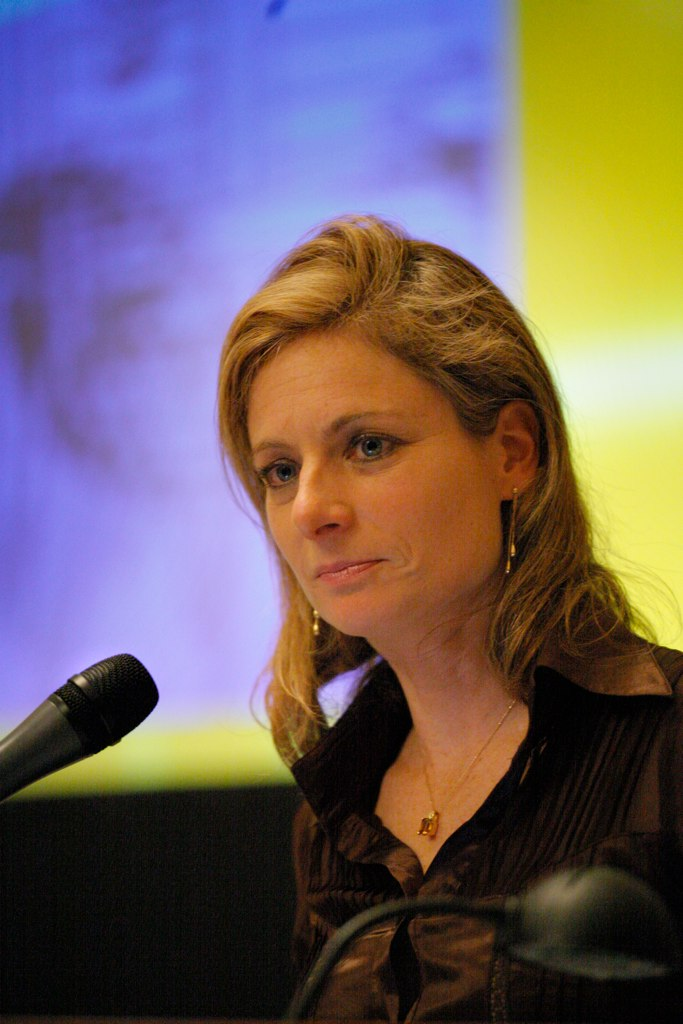
Lisa Randall (* 1962)

- Randall, Mark (* 1989), englischer Fußballspieler
- Randall, Marta (* 1948), amerikanische Science-Fiction-Autorin
- Randall, Martha (* 1948), amerikanische Schwimmerin, Olympiamedaillengewinnerin und ehemalige Weltrekordhalterin
- Randall, Meg (1926–2018), US-amerikanische Schauspielerin
- Randall, Mike (* 1962), US-amerikanischer nordischer Kombinierer
- Randall, Mónica (* 1942), spanische Schauspielerin
- Randall, Nikki (* 1964), US-amerikanische Pornodarstellerin
- Randall, Samuel J. (1828–1890), US-amerikanischer Politiker
- Randall, Stephanie, südafrikanische Schauspielerin
- Randall, Stuart, Baron Randall of St Budeaux (1938–2012), britischer Politiker (Labour), Mitglied des House of Commons
- Randall, Suzanna (* 1979), deutsche Astrophysikerin und Astronautenkandidatin
- Randall, Suze (* 1946), britische Erotik-Fotografin
- Randall, Tony (1920–2004), US-amerikanischer SchauspielerTony Randall (1920–2004)

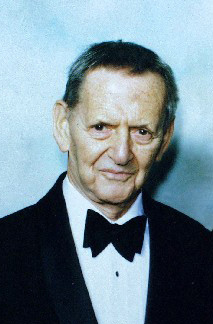
Tony Randall (1920–2004)

- Randall, Vicky (1945–2019), britische Politologin und Hochschullehrerin
- Randall, Will (* 1966), englischer Schriftsteller
- Randall, William H. (1812–1881), US-amerikanischer Politiker
- Randall, William J. (1909–2000), US-amerikanischer Politiker
- Randall-Page, Peter (* 1954), britischer Bildhauer, Zeichner und Graphiker
- Randalu, Kalle (* 1956), estnischer Pianist
- Randalu, Kristjan (* 1978), estnischer Jazzmusiker
- Randau, Felix (* 1974), deutscher Filmregisseur
- Randau, Lennart (* 1978), deutscher Mikrobiologe und Biochemiker in Marburg
- Randau, Robert (1873–1950), französischer Kolonialbeamter, Ethnologe und Schriftsteller
- Randazzo, Anthony (* 1966), australischer Geistlicher, römisch-katholischer Bischof von Broken Bay
- Randazzo, Filippo (1692–1744), italienischer Maler
- Randazzo, Filippo (* 1996), italienischer Leichtathlet
- Randazzo, Florencio (* 1964), argentinischer Politiker
- Randazzo, Joe († 2020), US-amerikanischer Jazzmusiker (Bassposaune)
- Randazzo, Maurizio (* 1964), italienischer Degenfechter und Fechttrainer
- Randazzo, Teddy (1935–2003), US-amerikanischer Musikproduzent, Komponist, Songwriter und Sänger

#### Randb
- Randby, Gro (* 2002), norwegische Biathletin und Skilangläuferin

#### Rande
- Randebrock, Carl August (1825–1876), deutscher Orgelbauer
- Randebrock, Paul (1856–1912), deutscher Bergingenieur, Bergbau-Manager und Verbandspolitiker
- Randeewa, Salinda (* 1986), sri-lankischer Hürdenläufer
- Randegg, Burkhard II. von († 1466), Bischof von Konstanz
- Randegg, Marquard von († 1406), Bischof von Minden und Konstanz
- Randegger, Alberto (1832–1911), österreichisch-britischer Gesangspädagoge, Dirigent und Komponist
- Randegger, Flurin (* 1988), Schweizer Eishockeyspieler
- Randegger, Gian-Andrea (* 1986), Schweizer Eishockeyspieler
- Randegger, Johannes (* 1941), Schweizer Politiker (FDP)
- Randegger, Jürg (1935–2023), Schweizer Kabarettist und Fernsehmoderator
- Randegger, Mayer (1780–1853), österreichischer Lehrer und Rabbiner
- Randel, Friedrich (1808–1886), deutscher Porträt-, Genre- und Pferdemaler, Grafiker und Zeichner
- Randel, Tony (* 1956), US-amerikanischer Filmregisseur, Drehbuchautor und Filmeditor
- Randelin, Wendla (1823–1906), finnlandschwedische Schriftstellerin
- Randell, Andrew (* 1974), kanadischer Radrennfahrer
- Randell, Brian (* 1936), britischer Informatiker und Computer-Historiker
- Randell, Choice B. (1857–1945), US-amerikanischer Politiker
- Randell, Ron (1918–2005), australischer Schauspieler
- Randelzhofer, Albrecht (1938–2023), deutscher Rechtswissenschaftler und Hochschullehrer
- Randenborgh, Elisabet van (1893–1983), deutsche Schriftstellerin
- Randerath, Astrid (* 1965), deutsche Journalistin
- Randerath, Edmund (1899–1961), deutscher Pathologe und Hochschullehrer; Rektor der Universität Heidelberg
- Randerath, Winfried (* 1961), deutscher Humanmediziner
- Randeria, Mohit (* 1958), indischer Physiker
- Randeria, Shalini (* 1955), indische Sozialanthropologin, Rektorin der CEU in Wien
- Randers, Gunnar (1914–1992), norwegischer Physiker
- Randers, Jørgen (* 1945), norwegischer Hochschullehrer, Autor und Zukunftsforscher
- Randers, Kristofer (1851–1917), norwegischer Schriftsteller und Dichter
- Randerson, Jenny, Baroness Randerson (1948–2025), walisisches liberaldemokratisches Mitglied des House of Lords
- Randes, Diógenes, brasilianischer Opernsänger (Bass)

#### Randh
- Randhan, Karl Ludwig (1787–1840), deutscher Mediziner
- Randhartinger, Benedict (1802–1893), österreichischer Sänger, Komponist und Hofkapellmeister
- Randhawa, Jyoti (* 1972), indischer Golfer
- Randhawa, Kuljeet (1976–2006), indische Schauspielerin
- Randhawa, Nauraj Singh (* 1992), malaysischer Hochspringer

#### Randi
- Randi Oline (* 1995), norwegische Sängerin
- Randi, Don (* 1937), US-amerikanischer Musiker
- Randi, James (1928–2020), kanadisch-US-amerikanischer Bühnenzauberer, Skeptiker und Gegner von PseudowissenschaftenJames Randi (1928–2020)

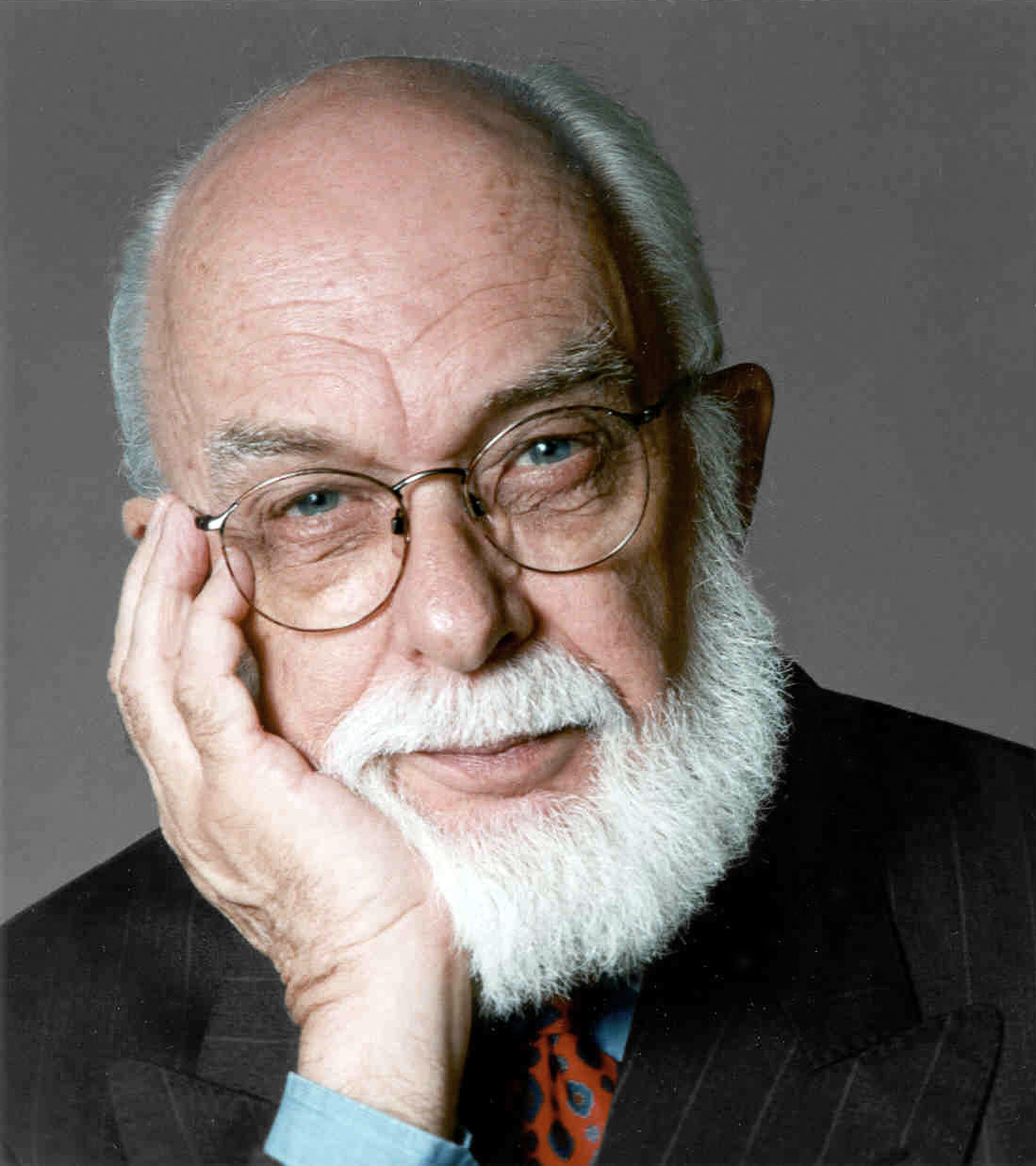
James Randi (1928–2020)

- Randi, Lorenzo Ilarione (1818–1887), italienischer Geistlicher, Kurienkardinal
- Randian, Prince (1871–1934), Schauspieler und eine Jahrmarktssensation
- Randin, Michael (* 1985), Schweizer Radrennfahrer

#### Randj
- Randjärv, Laine (* 1964), estnische Politikerin, Mitglied des Riigikogu
- Randjelović, Isidora (* 1975), Sozialarbeiterin und Aktivistin
- Ranđelović, Ivan (* 1974), serbischer Fußballtorhüter
- Ranđelović, Lazar (* 1997), serbischer Fußballspieler
- Ranđelović, Sava (* 1993), serbischer Wasserballer

#### Randl
- Randl, Lola (* 1980), deutsche Regisseurin
- Randle El, Antwaan (* 1979), US-amerikanischer Footballspieler und -trainer
- Randle, Brian (* 1985), US-amerikanischer Basketballspieler
- Randle, Dominique (* 1994), US-amerikanisch-philippinische Fußballspielerin
- Randle, Eddie (1907–1997), US-amerikanischer Jazzmusiker und Bandleader
- Randle, John (* 1967), US-amerikanischer Footballspieler
- Randle, Julius (* 1994), US-amerikanischer Basketballspieler
- Randle, Theresa (* 1964), US-amerikanische SchauspielerinTheresa Randle (* 1964)

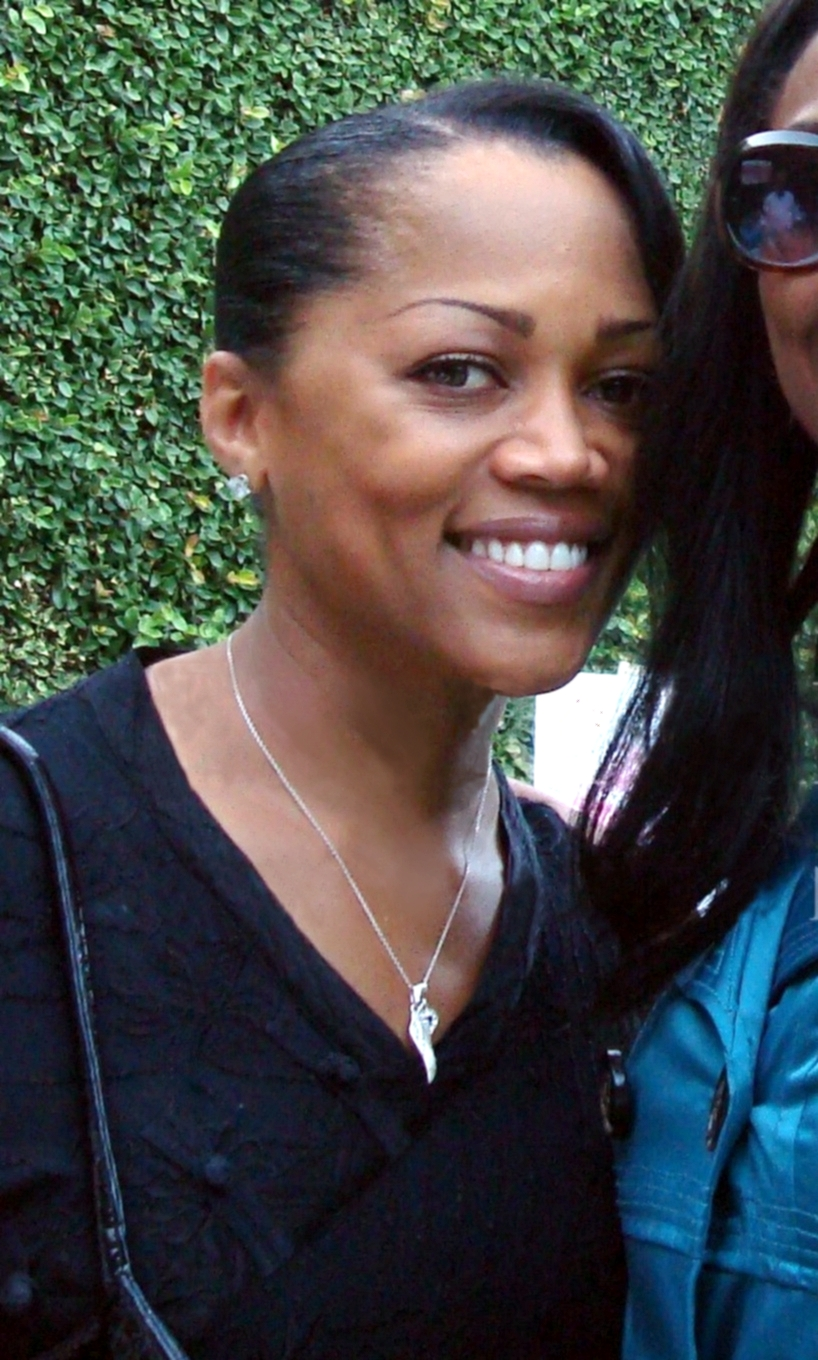
Theresa Randle (* 1964)

- Randle, Thomas (* 1996), australischer Automobilrennfahrer
- Randle, Wayne (* 1964), britischer Radrennfahrer
- Randles, Paul (1965–2003), US-amerikanischer Spieleentwickler
- Randlett, Mary (1924–2019), US-amerikanische Fotografin
- Randlkofer, Therese (1847–1924), deutsche UnternehmerinTherese Randlkofer (1847–1924)

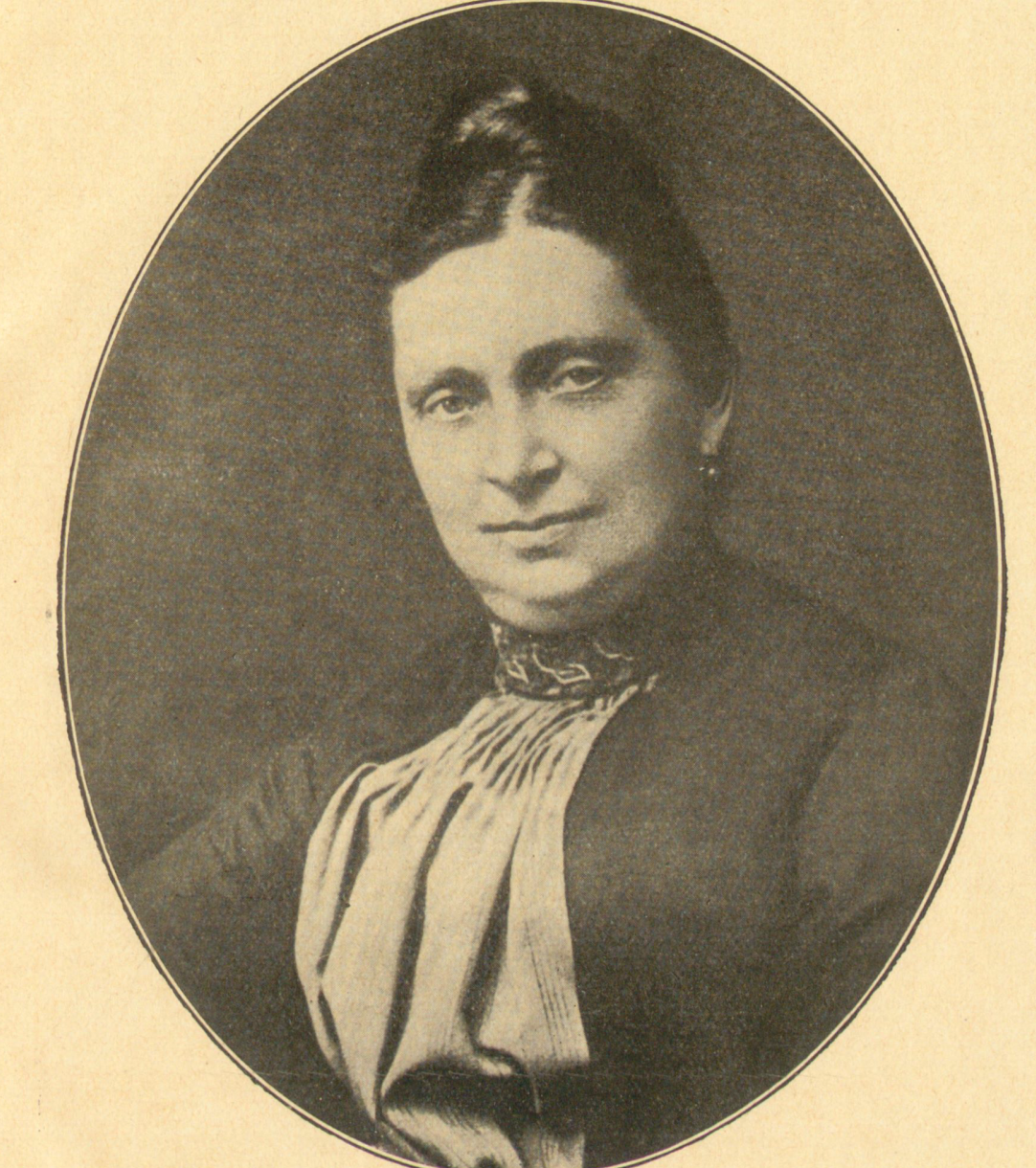
Therese Randlkofer (1847–1924)

#### Rando
- Rando, alamannischer Gaukönig
- Rando, Arthur (1910–2013), US-amerikanischer Jazz-Musiker (Saxophon, Klarinette) der Swingära und Arzt
- Rando, Daniela (* 1959), italienische Historikerin
- Rando, Jorge (* 1941), spanischer Maler und Bildhauer in Deutschland und Spanien
- Randoald († 675), Mönch des Klosters Moutier-Grandval, Heiliger
- Randoin, Lucie (1885–1960), französische Biologin
- Randolf, Karl (1916–1993), österreichischer Dirigent
- Randolf, Rolf (1878–1941), österreichischer Schauspieler, Filmregisseur und Filmproduzent
- Randolph of Roanoke, John (1773–1833), US-amerikanischer Politiker
- Randolph, Agnes († 1369), schottische Adelige
- Randolph, Alex (1922–2004), US-amerikanischer Spieleautor
- Randolph, Anthony (* 1989), US-amerikanischer Basketballspieler
- Randolph, Asa Philip (1889–1979), US-amerikanischer Sozialist, Arbeiter- und Bürgerrechtler
- Randolph, Barbara (1942–2002), US-amerikanische Sängerin
- Randolph, Benjamin Franklin (1808–1871), US-amerikanischer Mediziner, Physiker, Farmer und Politiker
- Randolph, Bernard, englischer Kaufmann und Autor zweier Bücher über Griechenland
- Randolph, Beverley (1765–1797), US-amerikanischer Politiker
- Randolph, Bill (* 1953), US-amerikanischer Bühnen-, Fernseh- und Filmschauspieler sowie Grafikdesigner
- Randolph, Boots (1927–2007), US-amerikanischer Musiker
- Randolph, Charles (* 1982), US-amerikanischer Drehbuchautor und Produzent
- Randolph, Darren (* 1987), irischer Fußballtorhüter
- Randolph, Da’Vine Joy (* 1986), US-amerikanische Musicaldarstellerin, Sängerin und Film- und FernsehschauspielerinDa’Vine Joy Randolph (* 1986)

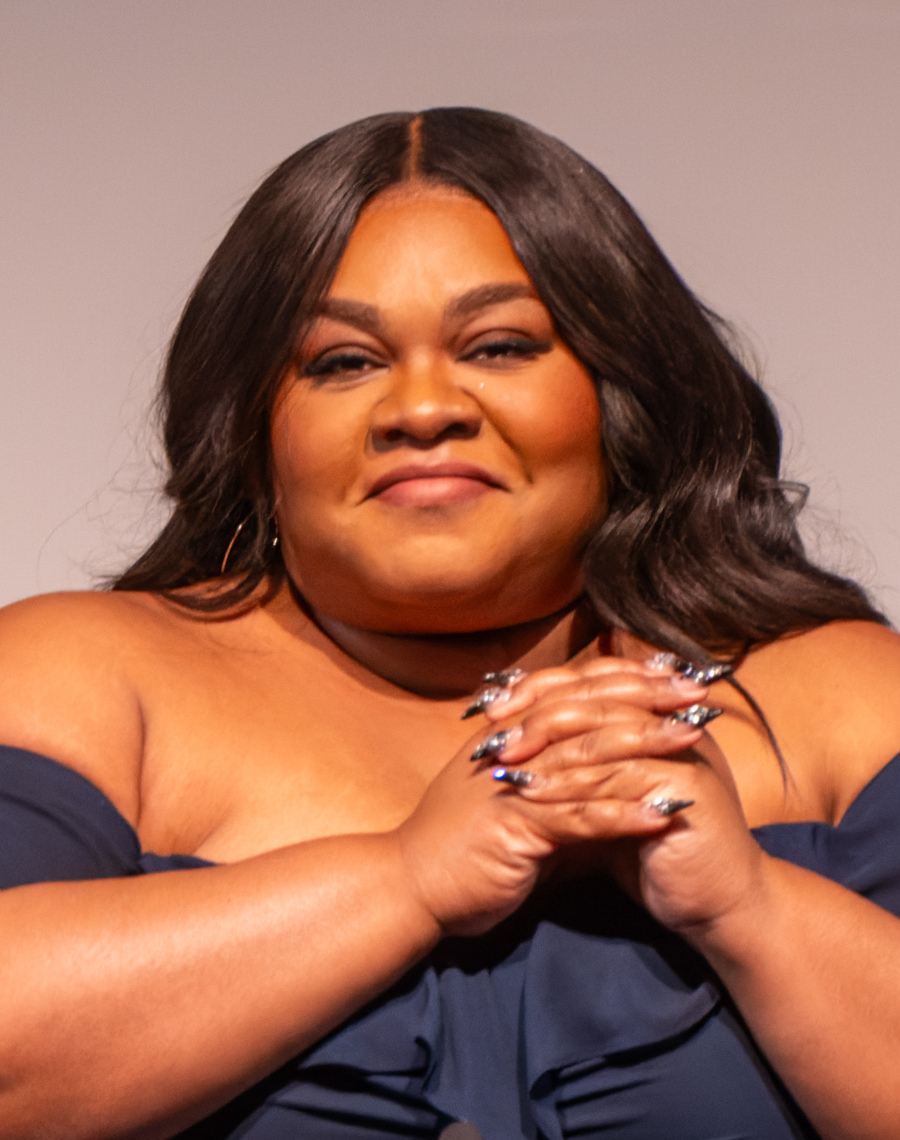
Da’Vine Joy Randolph (* 1986)

- Randolph, Edmund (1753–1813), US-amerikanischer Jurist, Gouverneur von Virginia, Außenminister und erster United States Attorney General
- Randolph, George Wythe (1818–1867), US-amerikanischer Politiker, Kriegsminister der Konföderierten
- Randolph, Grace (* 1987), US-amerikanische Comicautorin und Betreiberin der YouTube-Kanäle Beyond The Trailer, Movie Math und Think About the Ink
- Randolph, James F. (1791–1872), US-amerikanischer Politiker
- Randolph, James Henry (1825–1900), US-amerikanischer Politiker
- Randolph, Jane (1915–2009), US-amerikanische Schauspielerin
- Randolph, Jennings (1902–1998), US-amerikanischer Politiker
- Randolph, John (1915–2004), US-amerikanischer Schauspieler
- Randolph, Joseph Fitz (1803–1873), US-amerikanischer Jurist und Politiker
- Randolph, Joyce (1924–2024), US-amerikanische Schauspielerin
- Randolph, Laurie (1950–2021), US-amerikanische klassische Gitarristin, Gambistin, Musikpädagogin, Komponistin und Autorin
- Randolph, Leo (* 1958), US-amerikanischer Boxer
- Randolph, Lillian (1898–1980), US-amerikanische Sängerin und Schauspielerin afroamerikanischer Herkunft
- Randolph, Luther (1935–2020), US-amerikanischer Jazz- und R&B-Musiker und Musikproduzent
- Randolph, Lynn (* 1938), US-amerikanische Künstlerin, Feministin und Menschenrechtsaktivistin
- Randolph, Marc (* 1958), US-amerikanischer Unternehmer und Co-Gründer von NetflixMarc Randolph (* 1958)

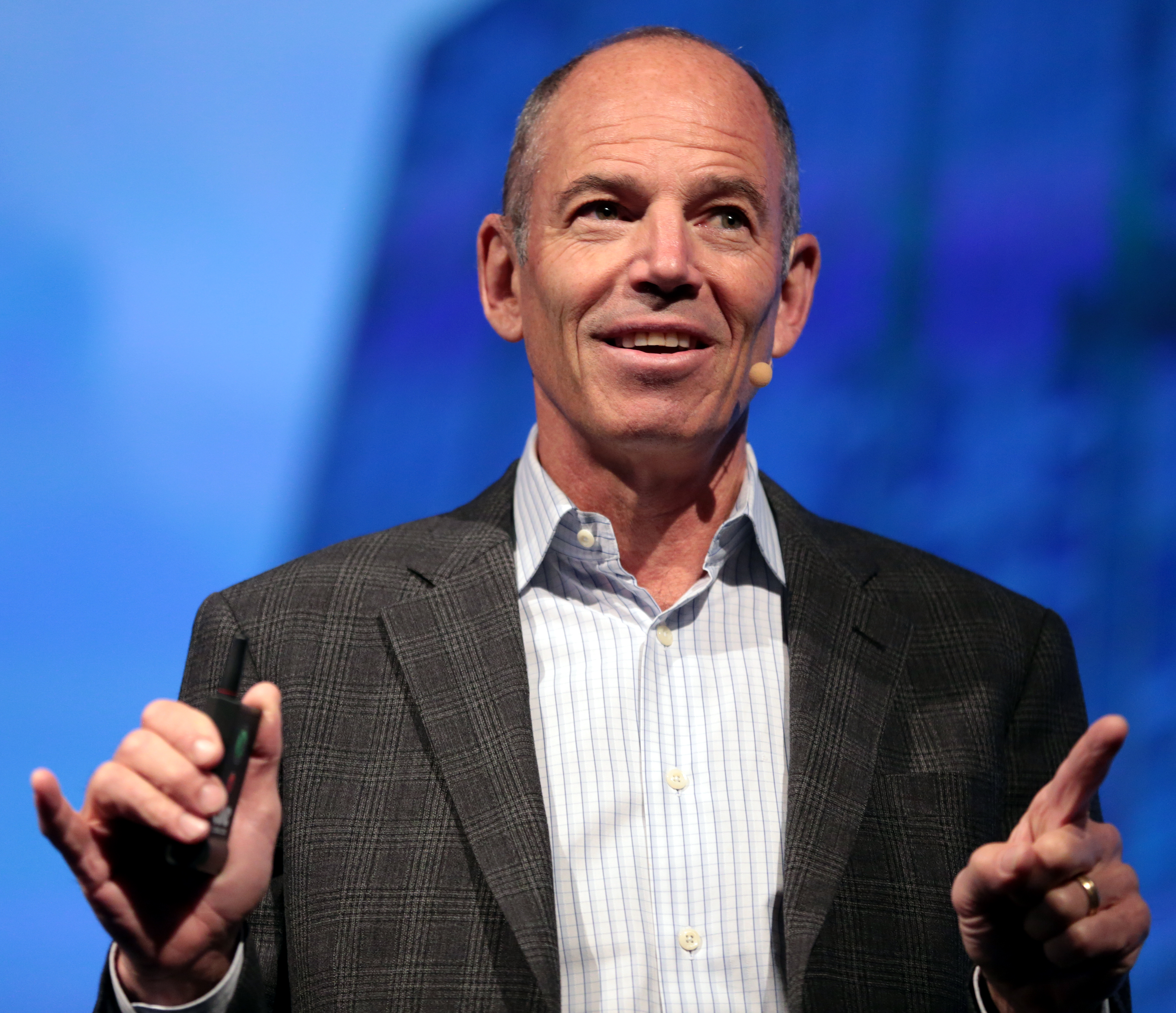
Marc Randolph (* 1958)

- Randolph, Mark F. (* 1951), australischer Geotechnik-Ingenieur
- Randolph, Mary (1762–1828), US-amerikanische Autorin eines Haushaltungs- und Kochbuchs
- Randolph, Meriwether Lewis (1810–1837), US-amerikanischer Pflanzer, Landspekulant und Politiker
- Randolph, Michelle (* 1997), US-amerikanische Schauspielerin
- Randolph, Mouse (1909–1997), US-amerikanischer Jazztrompeter
- Randolph, Paschal Beverly (1825–1875), amerikanischer Arzt, Okkultist und AutorPaschal Beverly Randolph (1825–1875)

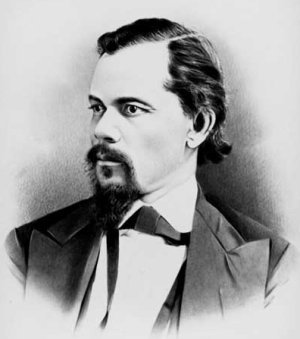
Paschal Beverly Randolph (1825–1875)

- Randolph, Peyton (1721–1775), erster Präsident des Kontinentalkongresses
- Randolph, Peyton (1779–1828), US-amerikanischer Politiker
- Randolph, Shavlik (* 1983), US-amerikanischer Basketballspieler
- Randolph, Theodore Fitz (1826–1883), US-amerikanischer Politiker
- Randolph, Thomas, schottischer Adliger und Minister
- Randolph, Thomas (1605–1635), englischer Dichter und Dramatiker
- Randolph, Thomas Jefferson (1792–1875), US-amerikanischer Politiker, Pflanzer und Offizier
- Randolph, Thomas Mann (1768–1828), US-amerikanischer Politiker
- Randolph, Thomas, 1. Earl of Moray († 1332), schottischer Adliger, Militär und Diplomat
- Randolph, Thomas, 2. Earl of Moray († 1332), schottischer Adliger und Militär
- Randolph, Zach (* 1981), US-amerikanischer Basketballspieler
- Randolph, Zilner (1899–1994), US-amerikanischer Jazz-Trompeter, Arrangeur und Komponist
- Random (* 2001), italienischer Rapper
- Random, Ida (* 1945), britische Filmarchitektin
- Randon, Francesco (1925–2015), italienischer Fußballspieler
- Randon, Jacques-Louis (1795–1871), französischer General und Staatsmann, Marschall von Frankreich
- Randon, Lucile (1904–2023), französische Ordensschwester und SupercentenarianLucile Randon (1904–2023)

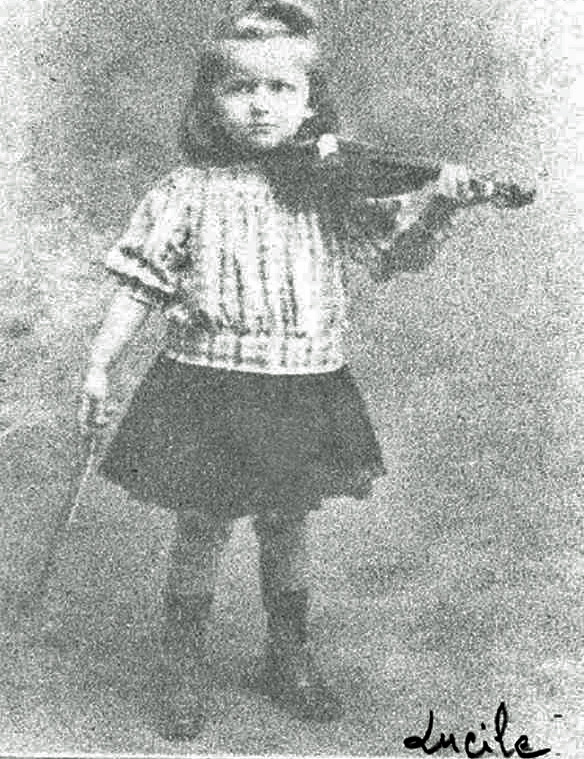
Lucile Randon (1904–2023)

- Randone, Belisario (1906–1998), italienischer Filmschaffender und Autor
- Randone, Salvo (1906–1991), italienischer Schauspieler
- Randová, Eva (* 1936), tschechische Opern- und Kammersängerin (Mezzosopran)
- Randow, Adolf von (1828–1911), deutscher Bildhauer, Bankier und Mitglied des Landtages der Rheinprovinz
- Randow, Adolph von (1801–1891), preußischer Offizier, zuletzt Generalleutnant sowie Waisenhausdirektor
- Randow, Alfred von (1879–1958), deutscher Oberst sowie Freikorpsführer
- Randow, Anton von (1566–1616), Hauptmann der Ämter Alvensleben (heute Bebertal), Dreileben und Wanzleben
- Randow, Bär von (1931–2017), deutscher Bratschist, Orchesterintendant und Leiter der Orchesterabteilung im Westdeutschen Rundfunk
- Randow, Elgar von (1904–1977), deutscher Diplomat und Verfasser von lyrischen Gedichten
- Randow, Fritz (1891–1953), deutscher Theaterdirektor, Schauspieler und Regisseur
- Randow, Fritz (* 1952), deutscher Rock-, Hardrock- und Heavy-Metal-Schlagzeuger
- Randow, Fritz von (1908–1995), deutscher Rechtsanwalt, Berufsoffizier und Politiker (DVU)
- Randow, Gero von (* 1953), deutscher Publizist, Autor und Redakteur
- Randow, Hans von († 1572), Amtshauptmann zu Hornburg und Zilly
- Randow, Heinrich von (1561–1621), Richter und Vogt des Domkapitels zu Magdeburg
- Randow, Heinrich von (1797–1853), preußischer Oberst
- Randow, Heinz von (1890–1942), deutscher Generalleutnant im Zweiten Weltkrieg
- Randow, Hermann von (1847–1911), preußischer Generalleutnant und Schriftsteller
- Randow, Jobst von (1506–1551), deutscher Adliger
- Randow, Johann von (1526–1572), Magdeburger Domherr
- Randow, Jost Andreas von (* 1580), anhaltischer Hofbeamter
- Randow, Mattheus von († 1512), Mönch und Prior
- Randow, Matthias von (* 1959), deutscher Politiker (SPD), Staatssekretär im Bundesministerium für Verkehr, Bau und Stadtentwicklung
- Randow, Norbert (1929–2013), deutscher Herausgeber und Übersetzer
- Randow, Thomas von (1921–2009), deutscher Mathematiker, Wissenschaftsredakteur und Buchautor
- Randow, Viktor von (1856–1939), preußischer Generalleutnant

#### Randr
- Randriamalala, Donatien Francis (* 1971), madagassischer römisch-katholischer Ordensgeistlicher und Bischof von Ambanja
- Randriamamitiana, Jean (* 1973), madagassischer Sprinter
- Randriamamonjy, Marcellin (* 1963), madagassischer Geistlicher, römisch-katholischer Bischof von Farafangana
- Randriamanana, Jean-Paul (1950–2011), madagassischer Geistlicher, römisch-katholischer Bischof
- Randriambololona, Philibert (1927–2018), madegassischer Geistlicher, römisch-katholischer Erzbischof von Fianarantsoa
- Randriamiarisoa, Andy (* 1984), madagassischer Skirennläufer
- Randriamihaja, Joseph-Berlioz (* 1975), madagassischer Hürdensprinter
- Randrianantenaina, Gabriel (* 1969), madagassischer Geistlicher, römisch-katholischer Bischof von Tsiroanomandidy
- Randrianarisoa, Florence (* 1987), deutsche Ärztin, Moderatorin und AutorinFlorence Randrianarisoa (* 1987)

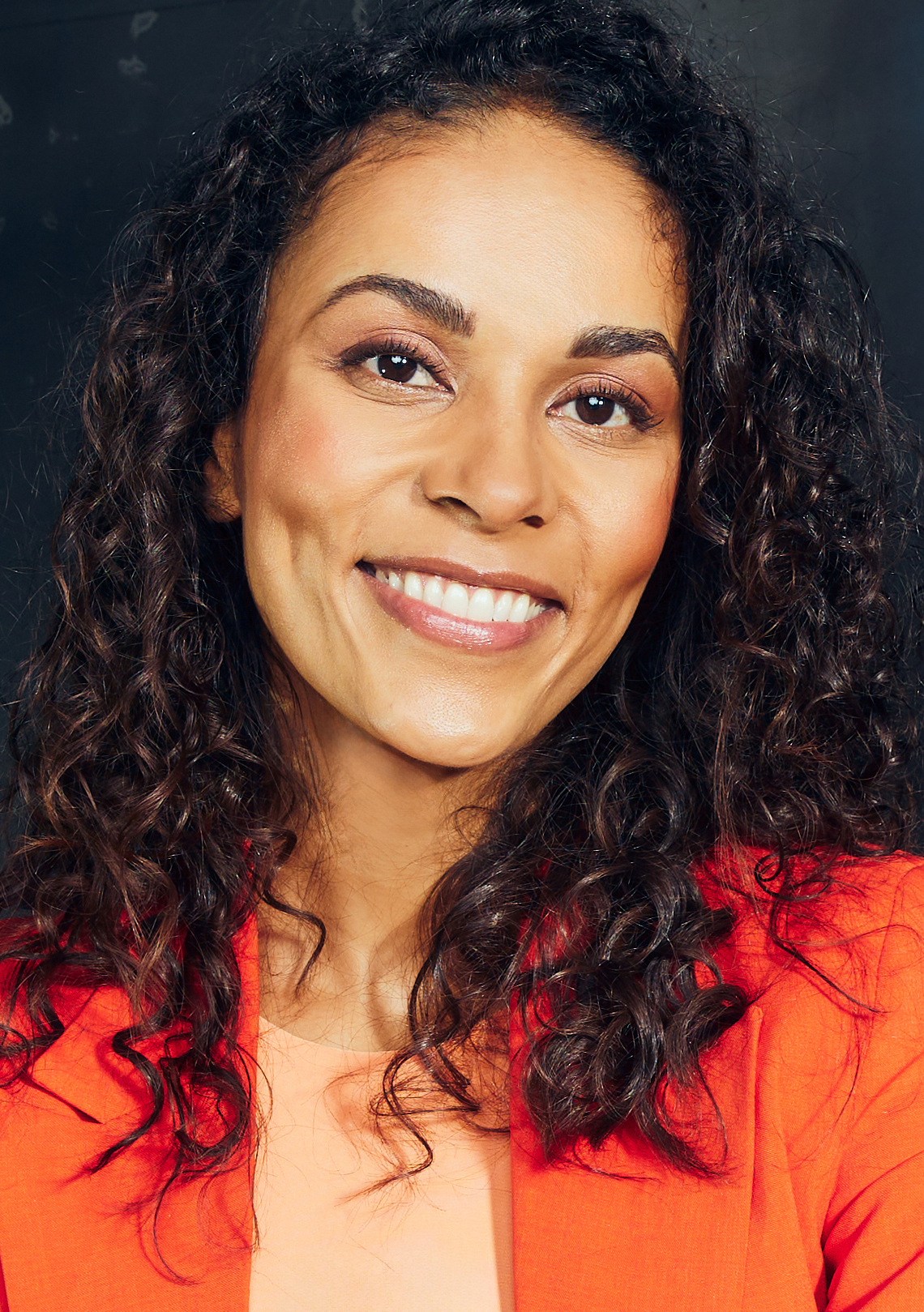
Florence Randrianarisoa (* 1987)

- Randrianarisoa, Jean Claude (* 1961), madagassischer Geistlicher, römisch-katholischer Bischof von Miarinarivo
- Randrianasolo, Joseph Ignace (1947–2010), madagassischer Geistlicher, Bischof von Mahajanga
- Randrianasolo, Yann (* 1994), französischer Weitspringer
- Randrianasoloniaiko, Siteny (* 1972), madagassischer Judo-Meister, Sportfunktionär, Unternehmer und Politiker
- Randrianifahanana, Mamiarisoa Modeste (* 1967), madagassischer römisch-katholischer Geistlicher, Weihbischof in Antananarivo
- Randrianovona, Ephraim, zweiter anglikanischer Bischof von Antananarivo
- Randriantefy, Dally (* 1977), madagassische Tennisspielerin
- Randriantefy, Natacha (* 1978), madagassische Tennisspielerin

#### Rands
- Rands, Bernard (* 1934), US-amerikanischer Komponist und Hochschullehrer

#### Randt
- Randt, Alfred (1899–1945), Widerstandskämpfer gegen den Nationalsozialismus
- Randt, Erich (1887–1948), deutscher Archivar und Historiker
- Randt, Leandie Du (* 1988), südafrikanische Schauspielerin
- Randt, Leif (* 1983), deutscher AutorLeif Randt (* 1983)

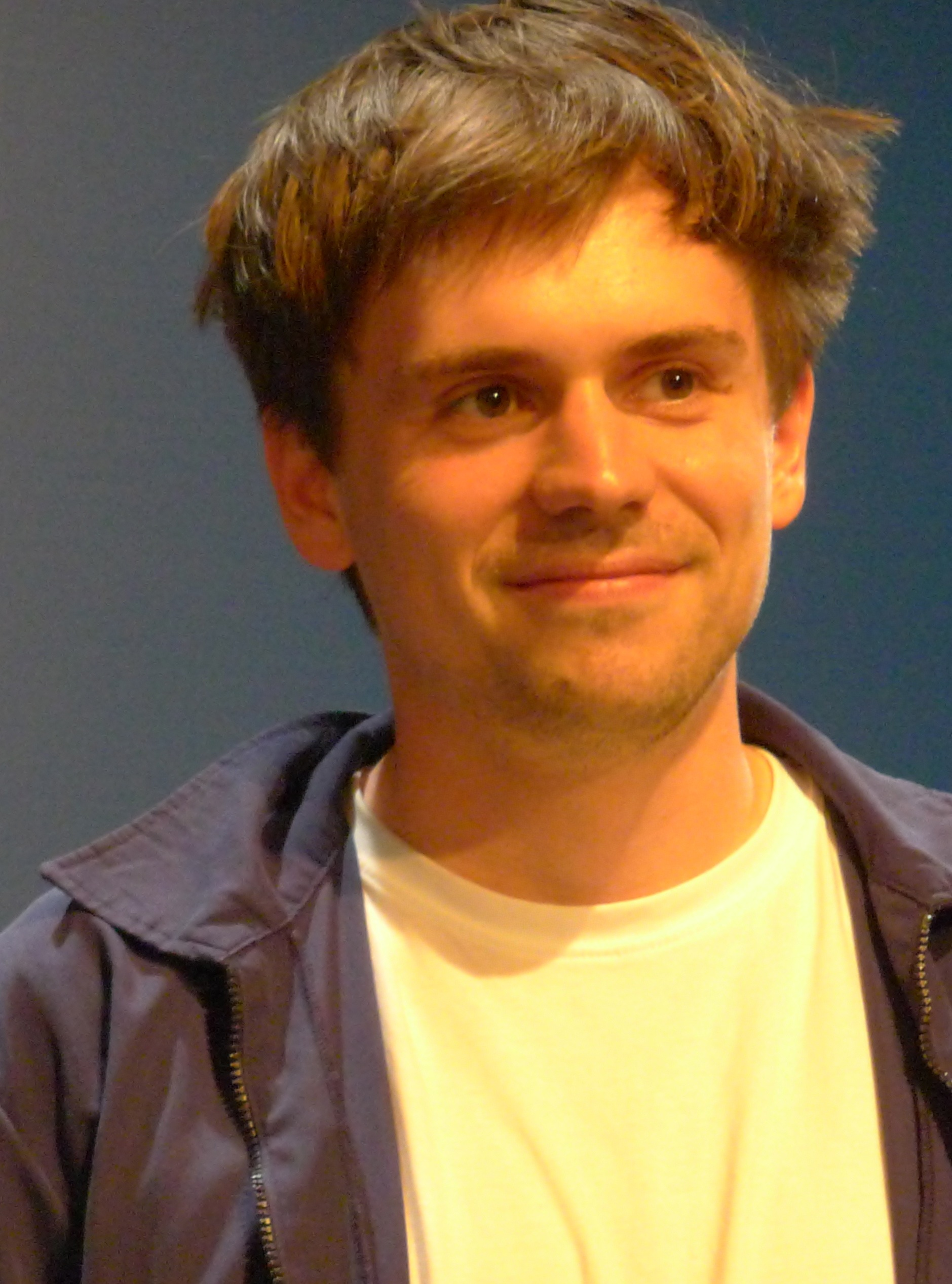
Leif Randt (* 1983)

- Randt, Os du (* 1972), südafrikanischer Rugby-Spieler
- Randt, Peter (* 1941), deutscher Handballspieler, Handballtrainer
- Randt, Sally du (* 1965), südafrikanische Opern-, Operetten-, Lied- und Konzertsängerin in der Stimmlage Sopran
- Randt, Ursula (1929–2007), deutsche Sprachheilpädagogin und Autorin

#### Randv
- Randver, Rein (* 1956), estnischer Politiker

#### Randw
- Randwijk, Henk van (1909–1966), niederländischer Journalist und Chefredakteur
- Randwijk, Petronella van (1905–1978), niederländische Turnerin
- Randwijk-Henstra, Ada van (1911–2013), niederländische Lehrerin und Widerstandskämpferin

#### Randz
- Randzio, Ronald (* 1939), deutscher Jurist
- Randzio-Plath, Christa (* 1940), deutsche Politikerin (SPD), MdHB, MdEP

### Rane
- Rane, Saili (* 1993), indische Badmintonspielerin
- Raneburger, Dominik (* 1989), österreichischer Film- und Theaterschauspieler
- Ranefer, altägyptischer Beamter
- Raneferef, altägyptischer König der 5. Dynastie (regierte um 2456 bis um 2445 v. Chr.)
- Ranégie, Mathias (* 1984), schwedischer Fußballspieler
- Ranelin, Phil (* 1939), amerikanischer Jazzmusiker (Posaune, Komposition)
- Raneri, Claudio (* 1967), deutscher Opernregisseur, Theaterwissenschaftler und Pädagoge
- Ranes, Jon (* 2002), norwegischer Rapper, Sänger und Schauspieler
- Ranewskaja, Faina Georgijewna (1896–1984), sowjetische SchauspielerinFaina Georgijewna Ranewskaja (1896–1984)

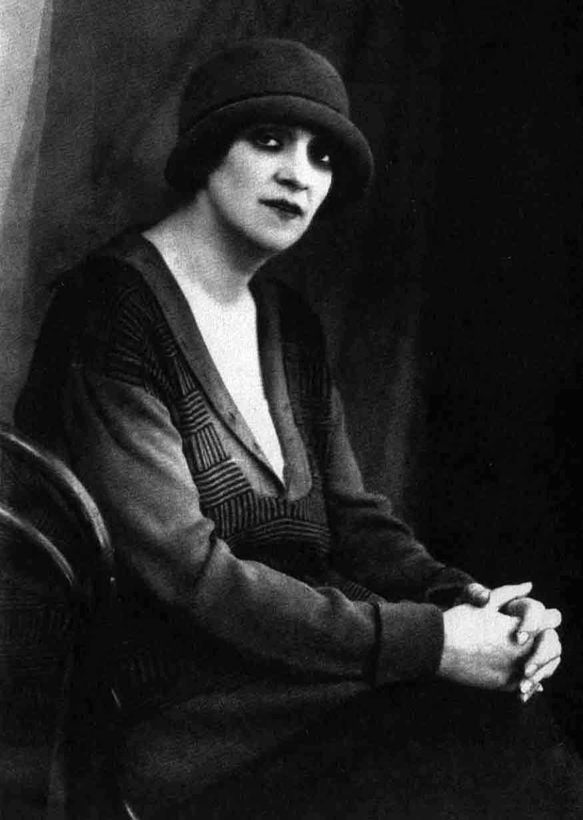
Faina Georgijewna Ranewskaja (1896–1984)

- Raney, Della H. (1912–1987), afroamerikanische Krankenschwester
- Raney, Doug (1956–2016), US-amerikanischer Jazzgitarrist
- Raney, Jimmy (1927–1995), US-amerikanischer Musiker
- Raney, John Henry (1849–1928), US-amerikanischer Politiker
- Raney, Jordan (* 1996), US-amerikanische Wasserballspielerin
- Raney, Murray (1885–1966), US-amerikanischer Maschinenbauingenieur
- Raney, Wayne (1921–1993), US-amerikanischer Old-Time- und Country-Musiker
- Raney-Norman, Catherine (* 1980), US-amerikanische Eisschnellläuferin

### Ranf
- Ranf, Kirsten (* 1968), deutsche Fernsehmoderatorin
- Ranford, Bill (* 1966), kanadischer Eishockeytorwart und -trainer
- Ranford, Brendan (* 1992), kanadischer Eishockeyspieler
- Ranft, Andreas (* 1951), deutscher Historiker
- Ranft, Angela (* 1969), deutsche Radrennfahrerin (DDR)
- Ranft, Dietrich (1922–2002), deutscher Verwaltungsjurist
- Ranft, Eckart (1925–2015), deutscher Jurist und Präsident des Finanzgerichts Bremen
- Ranft, Ferdinand (1927–2011), deutscher Journalist und Reiseschriftsteller
- Ranft, Gertrud (* 1917), deutsche Pädagogin, Kunsterzieherin und Autorin
- Ranft, Günter (1901–1945), deutscher Kirchenmaler
- Ranft, Hermann (1906–1976), deutscher Tischler und Modellbauer
- Ranft, Jerome (* 1966), US-amerikanischer Bildhauer und Synchronsprecher
- Ranft, Joe (1960–2005), US-amerikanischer Drehbuchautor
- Ranft, Jordan (* 1991), US-amerikanischer Schauspieler und Synchronsprecher
- Ranft, Lotte (* 1938), österreichische Bildhauerin, Malerin und Grafikerin
- Ranft, Manfred (1926–2016), deutscher Lehrer, Heimat- und Naturforscher
- Ranft, Matthias, deutscher klassischer Cellist
- Ranft, Michael (1700–1774), Vampirismusforscher, evangelischer Pfarrer
- Ranft, Michael (* 1958), deutscher Verwaltungsjurist und politischer Beamter (parteilos)
- Ranft, Paul (1854–1938), deutscher Bauingenieur und Architekt
- Ranft, Thomas (* 1945), deutscher Grafiker
- Ranft, Thomas (* 1966), deutscher Fernseh- und Rundfunk-ModeratorThomas Ranft (* 1966)

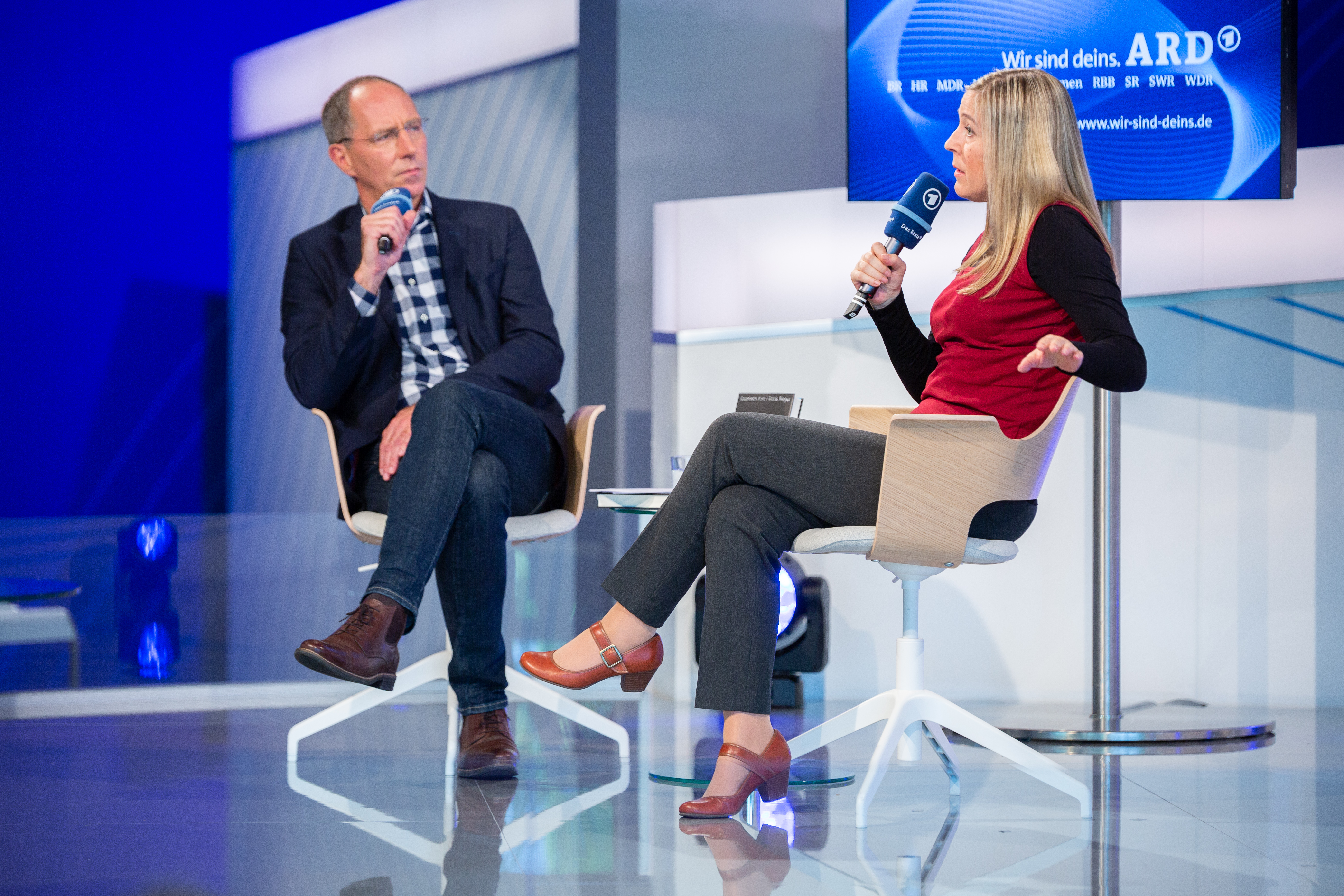
Thomas Ranft (* 1966)

- Ranft, Torsten (* 1961), deutscher Schauspieler
- Ranft, Wolfgang (1911–2006), deutscher Politiker (CDU der DDR), MdV
- Ranft-Schinke, Dagmar (* 1944), deutsche Malerin und Grafikerin
- Ranftl, Johann (1865–1937), österreichischer katholischer Priester und Lehrer sowie Kunst- und Literarhistoriker
- Ranftl, Johann Matthias (1804–1854), österreichischer Maler
- Ranftl, Julian (* 1996), österreichischer Handballspieler
- Ranftl, Otto (1954–2014), österreichischer Journalist
- Ranftl, Reinhold (* 1992), österreichischer FußballspielerReinhold Ranftl (* 1992)

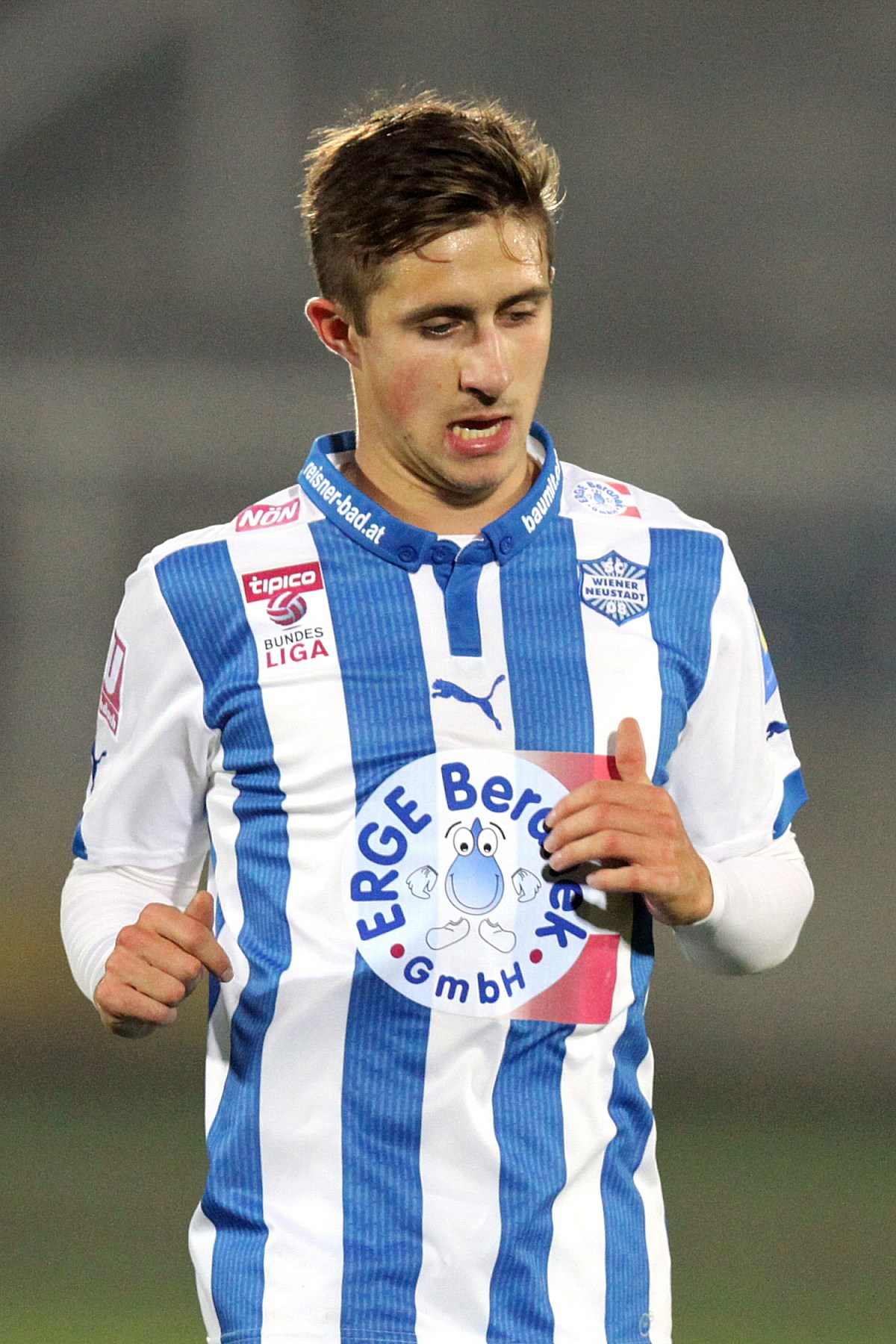
Reinhold Ranftl (* 1992)

### Rang
- Rang, Adalbert (1928–2019), deutscher Erziehungswissenschaftler
- Rang, Bernhard (1890–1976), deutscher Bibliothekar
- Rang, Bernhard (1935–1999), deutscher Philosoph und Philosophiehistoriker
- Rang, Florens Christian (1864–1924), deutscher protestantischer Theologe, Politiker und Schriftsteller
- Rang, Franz (1831–1893), Oberbürgermeister, MdR
- Rang, Fritz (1899–1982), deutscher SS-Standartenführer und Kriminaldirektor
- Rang, Justus (1802–1859), deutscher Richter, Verwaltungsbeamter und Parlamentarier
- Rang, Ludwig (1869–1957), deutscher Forstmeister, Mitglied des Provinziallandtages der Provinz Hessen-Nassau
- Rang, Martin (1900–1988), deutscher evangelischer Religionspädagoge
- Ranga Ramanujan, T. D. (1921–2013), indischer Tischtennisfunktionär
- Ranga Rao, R. (1935–2021), indischer Mathematiker
- Ranga, Dana (* 1964), rumänische Schriftstellerin und Filmemacherin
- Rangaka, Malmsey (* 1957), südafrikanische Unternehmerin und Winzerin
- Ranganathan, Darshan (1941–2001), indische organische Chemikerin
- Ranganathan, Gobi (* 1976), englischer Badmintonspieler
- Ranganathan, Romesh (* 1978), britischer Stand-up-Entertainer und Schauspieler
- Ranganathan, S. R. (1892–1972), indischer Mathematiker und BibliothekarS. R. Ranganathan (1892–1972)

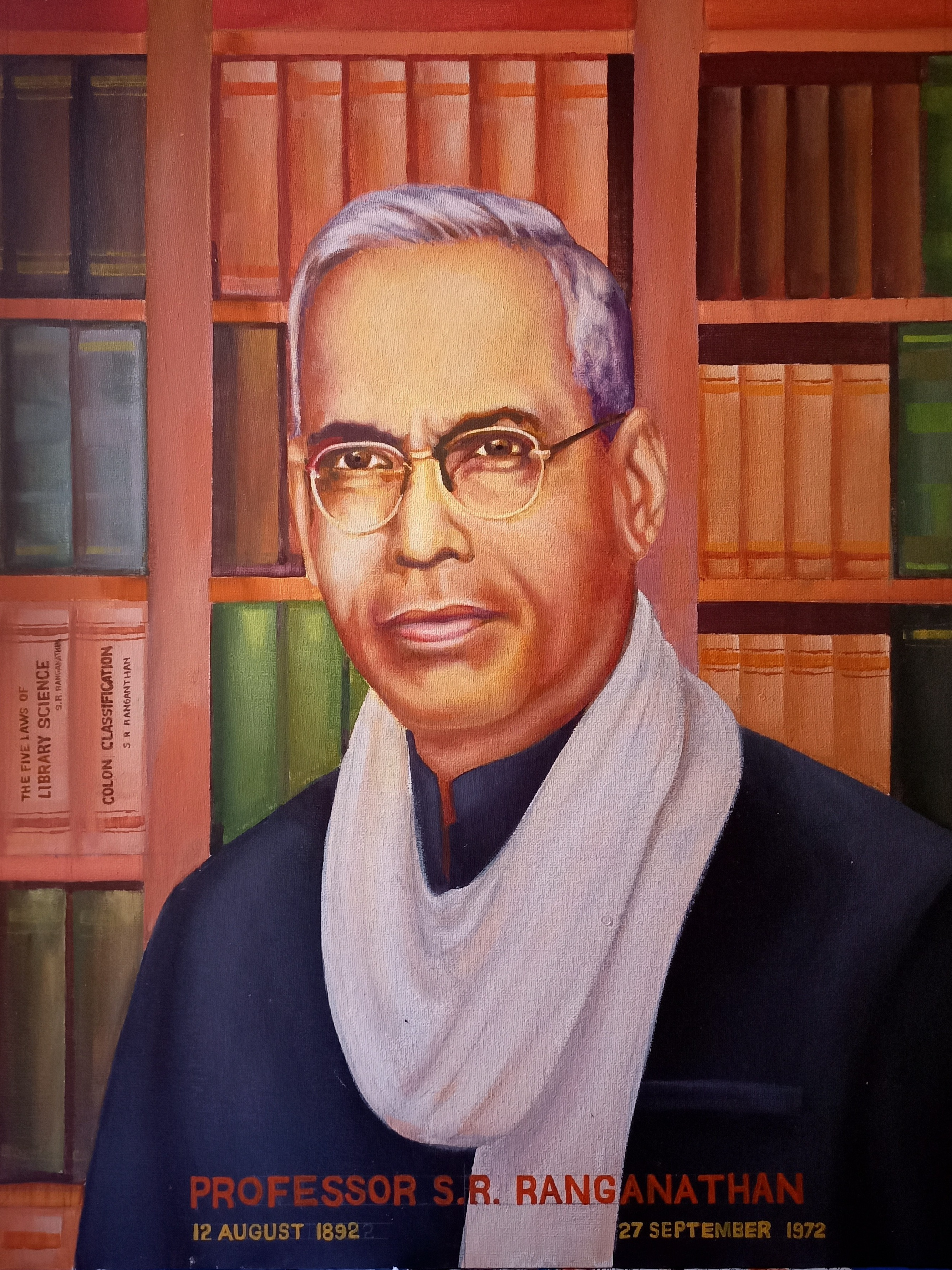
S. R. Ranganathan (1892–1972)

- Ranganathan, T. (1925–1987), indischer Mridangamspieler und Musikpädagoge
- Rangasamy, N. (* 1950), indischer Politiker
- Rangavis, Aristidis (* 1884), griechischer Sportschütze
- Rangavis, Kleon (1842–1917), griechischer Diplomat
- Range, Andreas (1762–1835), kurhessischer Maler und Zeichner
- Range, Andreas (* 1947), deutscher römisch-katholischer Ordensgeistlicher; Zisterzienser; Alt-Abt des Klosters Marienstatt
- Range, Clemens (* 1955), deutscher Journalist und Autor
- Range, Friederike (* 1971), deutsche Verhaltensforscherin
- Range, Hagen (* 1974), deutscher Schauspieler, Comedian und Kabarettist
- Range, Harald (1948–2018), deutscher Jurist und Generalbundesanwalt
- Range, Heidi (* 1983), britische Pop- und R&B-Sängerin sowie Songwriterin
- Range, Heinrich (1829–1894), deutscher Turnpädagoge
- Range, Jochen Dieter (1941–2025), deutscher Baltist
- Range, Marwa (* 1977), kenianischer Fußballschiedsrichterassistent
- Range, Paul (1879–1952), deutscher Geologe und Botaniker
- Range, Rosslyn (1933–2021), US-amerikanischer Weitspringer
- Rangel Mendoza, Salvador (* 1946), mexikanischer Ordensgeistlicher, römisch-katholischer Bischof von Chilpancingo-Chilapa
- Rangel, Afonso da Costa (1935–2020), osttimoresischer Freiheitskämpfer
- Rangel, Àngel (* 1982), spanischer Fußballspieler
- Rangel, Antonio (1943–2004), mexikanischer Badmintonspieler
- Rangel, Arlindo, osttimoresischer Politiker
- Rangel, Bruno (* 1966), brasilianischer Dartspieler
- Rangel, Bruno (1981–2016), brasilianischer Fußballspieler
- Rangel, Caio (* 1996), brasilianischer Fußballspieler
- Rangel, Carlos (* 1990), venezolanischer Beachvolleyballspieler
- Rangel, Charles B. (1930–2025), US-amerikanischer Politiker
- Rangel, David (* 1969), mexikanischer Fußballspieler
- Rangel, Diogo (* 1991), brasilianischer Fußballspieler
- Rangel, João Paulo da Costa (* 1981), osttimoresischer Diplomat
- Rangel, José Raúl (* 2000), mexikanischer Fußballtorhüter
- Rangel, José Vicente (1929–2020), venezolanischer Politiker, Vizepräsident von Venezuela
- Rangel, Kenia (* 1995), panamaische Fußballspielerin
- Rangel, Licínio (1936–2002), brasilianischer Bischof
- Rangel, Michael (* 1991), kolumbianischer Fußballspieler
- Rangel, Milena da Costa, osttimoresische Politikerin und Beamtin
- Rangel, Naty (* 1988), mexikanische Badmintonspielerin
- Rangel, Nayeli (* 1992), mexikanische Fußballspielerin
- Rangel, Paulo (* 1968), portugiesischer Politiker
- Rangel, Pedro (* 1988), mexikanischer Volleyballspieler
- Rangel, Raúl (* 1941), mexikanischer Badmintonspieler
- Rangel, Ricardo (1924–2009), mosambikanischer Fotograf und Journalist
- Rangel, Rubens (1904–1974), brasilianischer Politiker
- Rangel, Vicente Marotta (1924–2017), brasilianischer Jurist, Richter am Internationalen Seegerichtshof
- Rangel, Víctor (* 1957), mexikanischer Fußballspieler
- Rangel, Vinicius (* 2001), brasilianischer Radrennfahrer
- Rangeley, Walter (1903–1982), britischer Leichtathlet
- Rangell, Bobby, amerikanischer Jazzmusiker (Flöte, Saxophone)
- Rangell, Johan Wilhelm (1894–1982), finnischer Sportfunktionär, Politiker und Ministerpräsident
- Rangell, Nelson (* 1960), US-amerikanischer Saxophonist und Flötist des Smooth Jazz
- Rangelow, Dimitar (* 1983), bulgarischer FußballspielerDimitar Rangelow (* 1983)

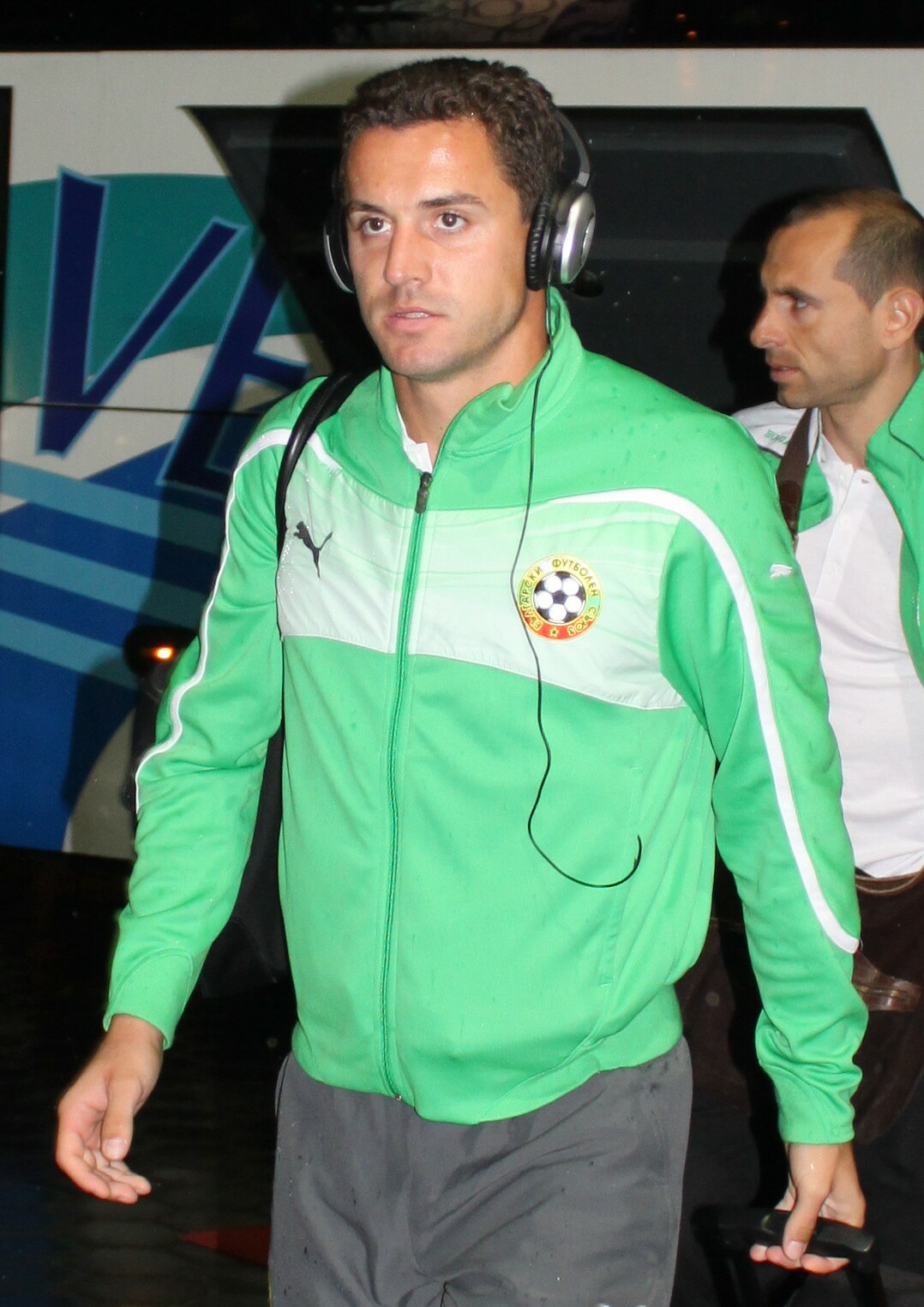
Dimitar Rangelow (* 1983)

- Rangenier, Carl (1829–1895), deutscher Bildhauer
- Ranger, Andrew (* 1986), kanadischer Autorennfahrer
- Ranger, Beverly (* 1953), jamaikanische Fußballspielerin
- Ranger, Claude (* 1941), kanadischer Jazzmusiker (Schlagzeug, Komposition)
- Ranger, Henry Ward (1858–1916), amerikanischer Maler und einer der Hauptvertreter des Tonalismus und der American Barbizon School
- Ranger, Klaus (* 1961), deutscher Politiker (SPD), MdL
- Ranger, Paul (* 1984), kanadischer Eishockeyspieler
- Ranger, Richard H. (1889–1962), US-amerikanischer Elektrotechniker, Ingenieur und Erfinder
- Ranger, Terence Osborn (1929–2015), britischer Historiker
- Ranggetiner, Herbert (* 1968), österreichischer Kletterer
- Rangheț, Iosif (1904–1952), rumänischer Politiker (PCR)
- Ranghieri, Alex (* 1987), italienischer Volleyball- und Beachvolleyballspieler
- Rangi, Shane (* 1969), neuseeländischer Stuntman und Filmschauspieler
- Rangjung Dorje (1284–1339), dritter Karmapa der Karma-Kagyü-Schule des tibetischen Buddhismus
- Rangjung Rigpe Dorje (1924–1981), 16. Gyelwa Karmapa der Karma-Kagyü-Linie des tibetischen Buddhismus
- Ranglin, Ernest (* 1932), jamaikanischer Ska- und Jazz-Gitarrist
- Rangnick, Joachim (* 1947), deutscher Grafiker und Schriftsteller
- Rangnick, Ralf (* 1958), deutscher FußballtrainerRalf Rangnick (* 1958)

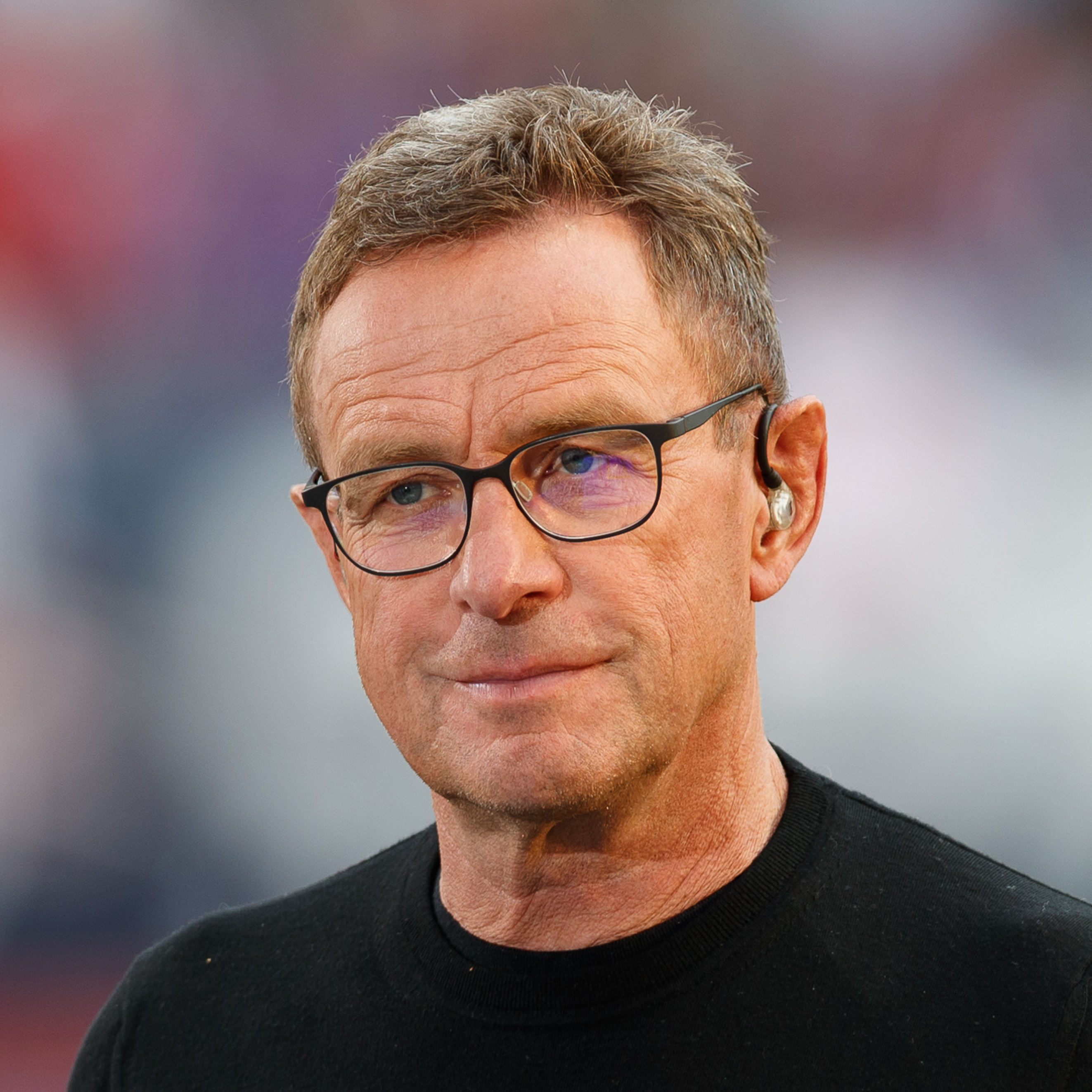
Ralf Rangnick (* 1958)

- Rango, Carl Philipp Wilhelm von (1764–1827), preußischer Oberst, Kommandant der Festung Minden
- Rango, Konrad Tiburtius (1639–1700), deutscher Theologe und Naturforscher
- Rango, Martin von (1634–1688), Advokat am kurfürstlich-brandenburgischen Hofgericht, Ratsherr von Kolberg und Historiker
- Rangone, Augusto (1885–1970), italienischer Fußballtrainer, -schiedsrichter, -funktionär und Journalist
- Rangone, Tommaso (1493–1577), italienischer Arzt, Astrologe und Mäzen
- Rangoni Machiavelli, Beatrice (* 1936), italienische Politikerin, Journalistin und Autorin
- Rangoni, Gabriel (1410–1486), Bischof von Siebenbürgen, Bischof von Eger
- Rangoni, Giovanni Battista, italienischer Musikliebhaber
- Rangos, Ioannis (1790–1870), griechischer Armatole, General und Freiheitskämpfer
- Rangouze, Pierre de, französischer Schriftsteller
- Rangsan Iam-Wiroj (* 1982), thailändischer Fußballspieler
- Rangsan Viwatchaichok (* 1979), thailändischer Fußballspieler
- Rangsan Wiroonsri (* 1992), thailändischer Fußballspieler
- Rangsarith Suttisa (* 1979), thailändischer Fußballspieler
- Rangsiman Sruamprakum (* 1995), thailändischer Fußballspieler
- Rangsit Prayurasakdi (1885–1951), thailändischer Prinz, Prinzregent von SiamRangsit Prayurasakdi (1885–1951)

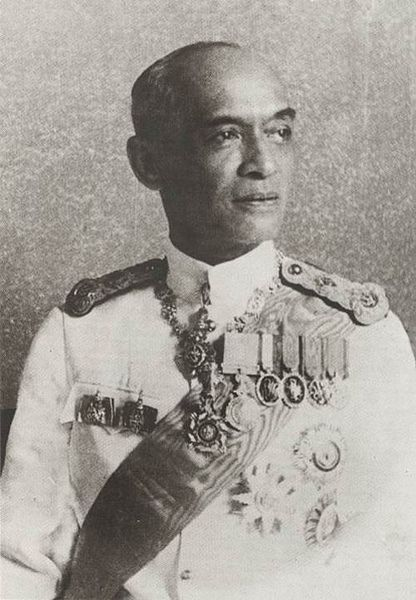
Rangsit Prayurasakdi (1885–1951)

- Rangström, Ture (1884–1947), schwedischer Komponist, Dirigent, Gesangslehrer und Musikkritiker

### Ranh
- Ranheim, Paul (* 1966), US-amerikanischer Eishockeyspieler und -trainer

### Rani
- Rani, Anita (* 1977), britische Fernseh- und Hörfunkmoderatorin
- Rani, Annu (* 1992), indische Speerwerferin
- Rani, Apsara (* 1996), indische Schauspielerin
- Rani, Devika (1908–1994), indische Filmschauspielerin und Produzentin
- Rani, Hania (* 1990), polnische Pianistin, Komponistin und Sängerin
- Rania von Jordanien (* 1970), jordanische KöniginRania von Jordanien (* 1970)

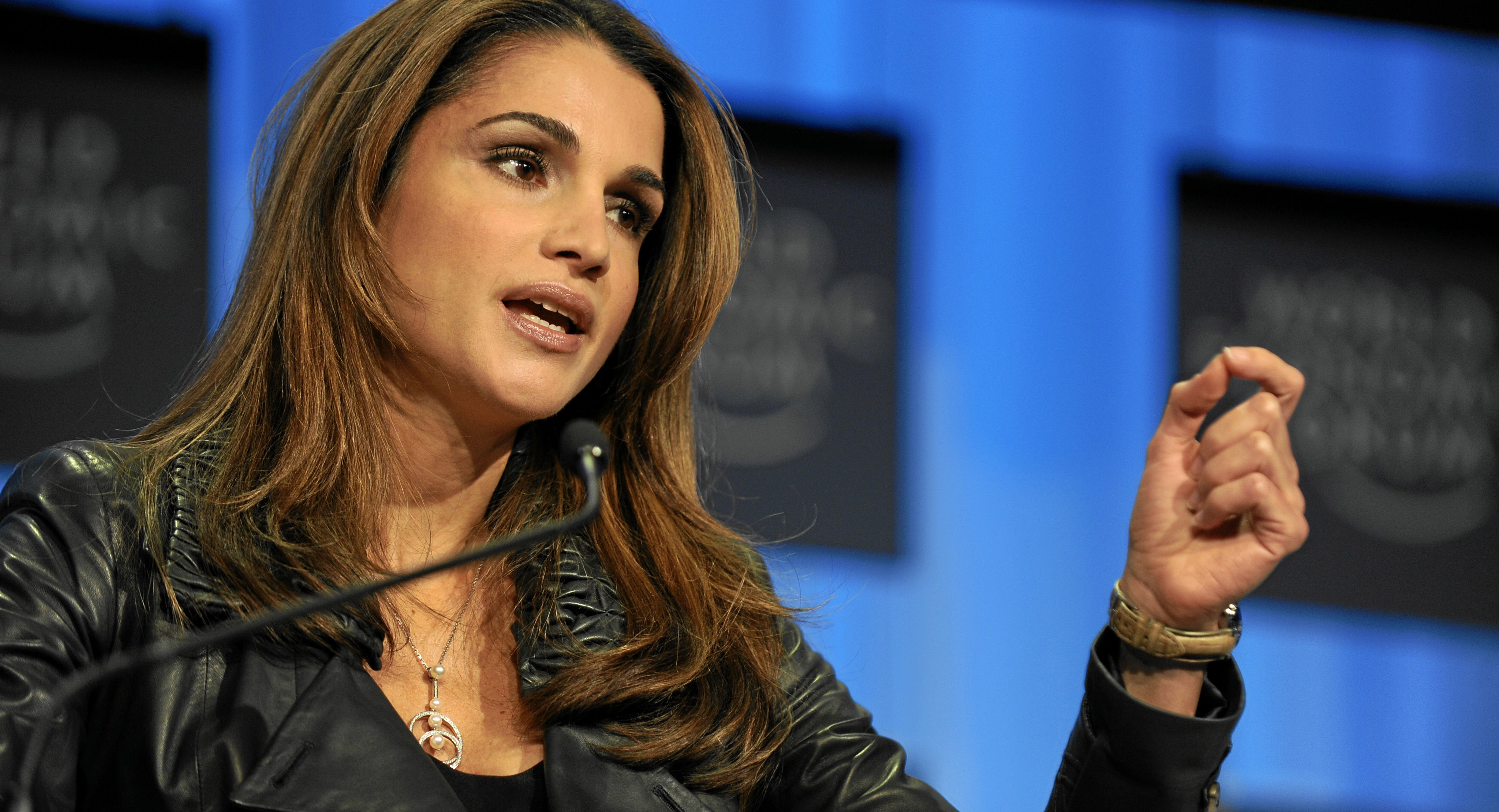
Rania von Jordanien (* 1970)

- Ranicki, Andrew (1948–2018), britischer Mathematiker und Professor der Mathematik an der Universität Edinburgh
- Raniel (* 1996), brasilianischer Fußballspieler
- Raniere, Keith (* 1960), US-amerikanischer Unternehmer und Psycho-Coach
- Raniere, Sandro (* 1989), brasilianischer Fußballspieler
- Ranieri Bottacci († 1170), Konsul von Pisa
- Ranieri Dandolo († 1209), Vizedoge von Venedig
- Ranieri Martinotti, Francesco (* 1959), italienischer Filmregisseur und Drehbuchautor
- Ranieri, Antonio (1806–1888), italienischer Schriftsteller, Historiker und Politiker
- Ranieri, Claudio (* 1951), italienischer Fußballspieler und -trainerClaudio Ranieri (* 1951)

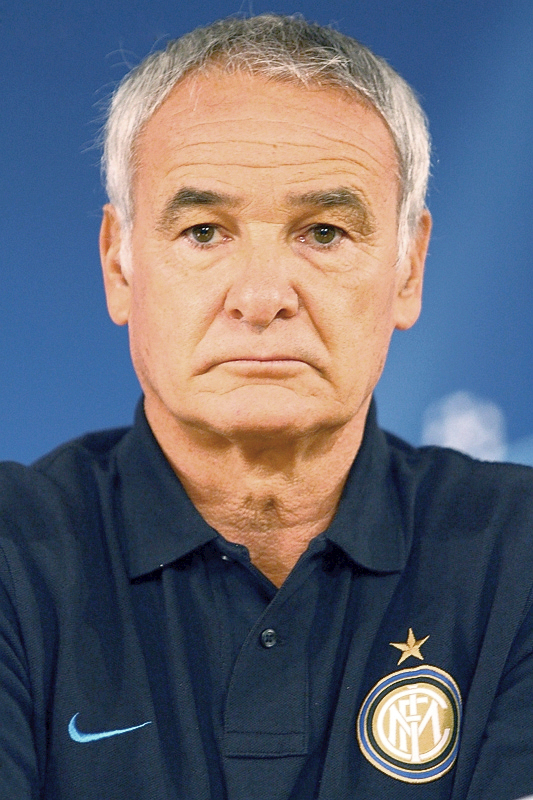
Claudio Ranieri (* 1951)

- Ranieri, Filippo (1944–2020), deutscher Rechtswissenschaftler und Hochschullehrer
- Ranieri, Lewis (* 1947), US-amerikanischer Anleihenhändler sowie Gründungspartner und Vorsitzender der Immobilienfirma Ranieri Partners
- Ranieri, Lino, italienischer Schauspieler und Filmregisseur
- Ranieri, Luisa (* 1973), italienische Filmschauspielerin
- Ranieri, Marco (* 1959), italienischer Anästhesist und Hochschullehrer
- Ranieri, Mario (* 1980), österreichischer Hardtechno-DJ und Produzent
- Ranieri, Massimo (* 1951), italienischer Sänger und Schauspieler
- Ranieri, Miranda (* 1986), kanadische Squashspielerin
- Ranieri, Teoderico († 1306), Kardinal
- Ranieri, Teresa (* 1966), italienische Choreografin und Dozentin für zeitgenössischen Tanz
- Raniero Capocci († 1250), italienischer Geistlicher, Kardinal der römisch-katholischen Kirche
- Raniewicz, Grzegorz (* 1970), polnischer Politiker (Platforma Obywatelska), Mitglied des Sejm
- Ranigler, Carmen (* 1976), italienische Snowboarderin
- Ränik, Valeria (* 1964), estnische Schriftstellerin
- Ranis, Gustav (1929–2013), deutschamerikanischer Ökonom und Hochschullehrer
- Ranisch, Axel (* 1983), deutscher Filmregisseur, Drehbuchautor und SchauspielerAxel Ranisch (* 1983)

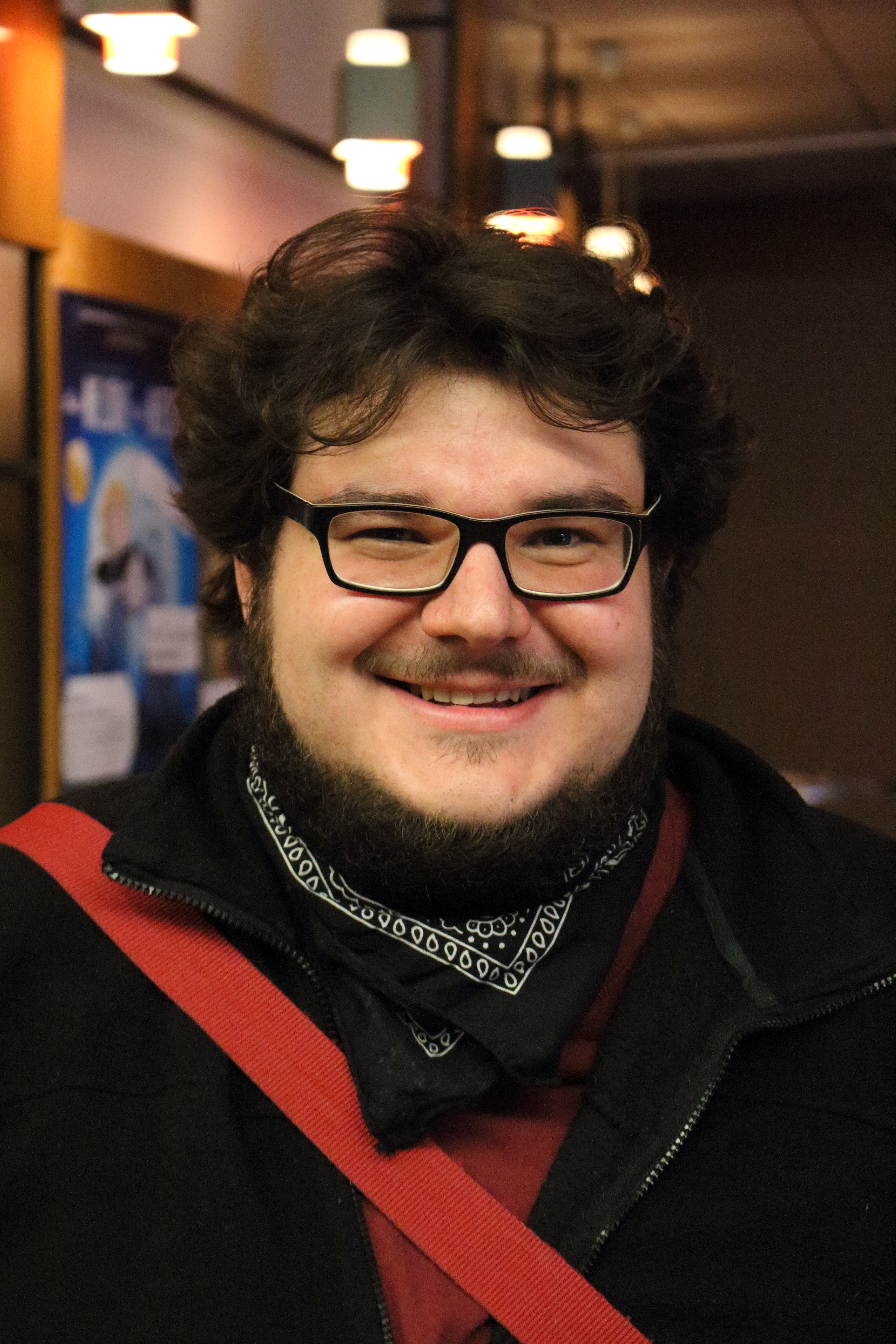
Axel Ranisch (* 1983)

- Ranisch, Barthel (* 1648), Baumeister in Danzig
- Ranisch, Karl von (1815–1873), preußischer Generalmajor und Kommandeur der 20. Infanterie-Brigade
- Ranisch, Volker (* 1966), deutsch-schweizerischer Schauspieler
- Ranitz, Herman de (1794–1846), niederländischer Jurist, Politiker und Bürgermeister von Groningen
- Ranitz, Lita de (1876–1960), niederländische Schriftstellerin und Sammlerin von Puppenhäusern
- Ranius Terentius Honoratianus Festus, Quintus, römischer Suffektkonsul

### Ranj
- Ranjan, Aditi (* 1952), indische Textildesignerin und Pädagogin
- Ranjbar Irani, Nassrin (* 1955), iranische Dichterin, Schriftstellerin und Literaturwissenschaftlerin
- Ranjbaran, Behzad (* 1955), US-amerikanischer Komponist und Musikpädagoge
- Ranjeva, Raymond (* 1942), madagassischer Jurist, Vizepräsident des Internationalen Gerichtshofes
- Ranjičić, Gina († 1891), Dichterin der Roma unklarer Historizität
- Ranjit, Singh Ramday (* 1955), malaysischer Brigadegeneral
- Ranjith, Albert Malcolm (* 1947), sri-lankischer Geistlicher, Erzbischof von Colombo, Kardinal
- Ranjitsinh, M. K., indischer Naturschützer und Autor

### Rank
- Rank, Andreas (* 1955), deutscher Maler, Künstler, Bühnen- und Kostümbildner
- Rank, Astrid (* 1969), deutsche Pädagogin und Hochschullehrerin
- Rank, Elisabeth (* 1984), deutsche Schriftstellerin und Publizistin
- Rank, Felix, österreichischer Schauspieler
- Rank, Franz (1870–1949), deutscher Architekt und Bauunternehmer
- Ränk, Gustav (1902–1998), estnischer Ethnologe
- Rank, Heiner (1931–2014), deutscher Autor von Kriminalliteratur und Science-Fiction
- Rank, J. Arthur (1888–1972), britischer Filmproduzent
- Rank, Josef (1816–1896), österreichischer Erzähler und Journalist
- Rank, Julius (1883–1961), deutscher Politiker
- Rank, Kathrin (* 1967), deutsche Bildende Künstlerin
- Rank, Olaf (* 1971), deutscher Wirtschaftswissenschaftler und Unternehmensberater
- Rank, Otto (1884–1939), österreichischer Psychoanalytiker
- Rank, Sebastian (* 1986), deutscher Triathlet
- Rank, Tobias (* 1968), deutscher Pianist und Komponist
- Rank, Werner (* 1968), deutscher Fußballspieler und derzeitiger Trainer des SV Cronheim
- Rank-Broadley, Ian (* 1952), britischer Bildhauer
- Rank-Minzer, Beata (1886–1961), österreichisch-US-amerikanische Psychoanalytikerin
- Rankama, Kalervo (1913–1995), finnischer Geologe und Geochemiker
- Ranke, Ernst (1814–1888), deutscher evangelischer Theologe
- Ranke, Friedhelm von (1847–1917), preußischer Generalmajor
- Ranke, Friedrich (1882–1950), deutscher germanistischer Mediävist und Volkskundler
- Ranke, Friedrich Heinrich (1798–1876), deutscher TheologeFriedrich Heinrich Ranke (1798–1876)

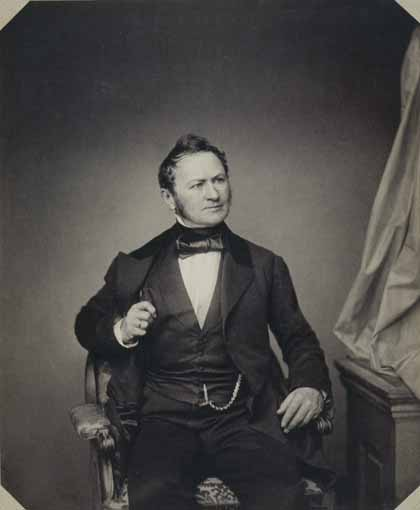
Friedrich Heinrich Ranke (1798–1876)

- Ranke, Fynn (* 1993), deutscher Handballspieler
- Ranke, Hans (* 1905), deutscher Jurist und langjähriger Stellvertreter des Ministers der Justiz der DDR
- Ranke, Hans Rudolf (1849–1887), deutscher Chirurg und Hochschullehrer
- Ranke, Heinrich (1830–1909), deutscher Pädiater
- Ranke, Hermann (1878–1953), deutscher Ägyptologe und Universitätsprofessor
- Ranke, Johannes (1836–1916), deutscher Anthropologe und Mediziner
- Ranke, Karl Ernst (1870–1926), deutscher Internist
- Ranke, Karl Ferdinand (1802–1876), deutscher klassischer Philologe und Lehrer
- Ranke, Kurt (1908–1985), deutscher Volkskundler, Germanist, Altertums- und Erzählforscher
- Ranke, Kurt (1920–1999), deutscher Politiker (SED)
- Ranke, Leopold Friedrich (1842–1918), deutscher evangelischer Geistlicher
- Ranke, Leopold von (1795–1886), deutscher Historiker
- Ranke, Otto (1880–1917), deutscher Psychiater und Hochschullehrer
- Ranke, Otto Friedrich (1899–1959), deutscher Physiologe und Hochschullehrer
- Ranke, Wilhelm (1804–1871), deutscher Kunstsammler und Schriftsteller
- Ranke-Heinemann, Uta (1927–2021), deutsche katholische Theologin und AutorinUta Ranke-Heinemann (1927–2021)

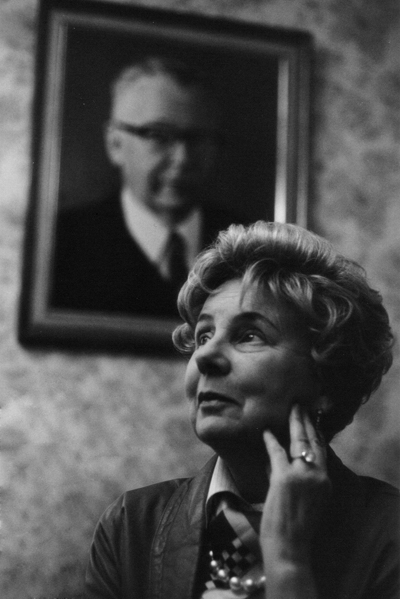
Uta Ranke-Heinemann (1927–2021)

- Rankel, André (* 1985), deutscher Eishockeyspieler und -trainer
- Ränkel, Raido (* 1990), estnischer Skilangläufer und Biathlet
- Rankel, Roger (* 1971), deutscher Unternehmer und Sachbuchautor
- Rankel, Sabine (1968–2022), deutsche Leichtathletin und Bergläuferin
- Ranken, Andrew (* 1953), englischer Musiker
- Ranken, Thomas (1875–1950), britischer Sportschütze
- Ranken, Walter Pogge van (1913–1982), deutscher Schriftsteller
- Ranker, Fred (1930–2009), deutscher Politiker (SPD), MdB
- Ránki, Dezső (* 1951), ungarischer Pianist
- Ránki, György (1907–1992), ungarischer Komponist
- Rankin (* 1966), britischer Porträt- und Modefotograf
- Rankin Copp, Ellen (1853–1901), US-amerikanische Bildhauerin
- Rankin, Alan, Tontechniker
- Rankin, Anna (* 1989), neuseeländische Badmintonspielerin
- Rankin, Arthur Jr. (1924–2014), amerikanischer Drehbuchautor, Filmdirektor und -produzent
- Rankin, Bruce (1952–2017), britischer Opernsänger (Tenor)
- Rankin, Chris (* 1983), neuseeländisch-britischer Schauspieler
- Rankin, Christopher (1788–1826), US-amerikanischer Politiker
- Rankin, David (* 1946), australischer Maler
- Rankin, Evan (* 1986), amerikanischer Eishockeyspieler
- Rankin, Ian (* 1960), schottischer Krimi-SchriftstellerIan Rankin (* 1960)

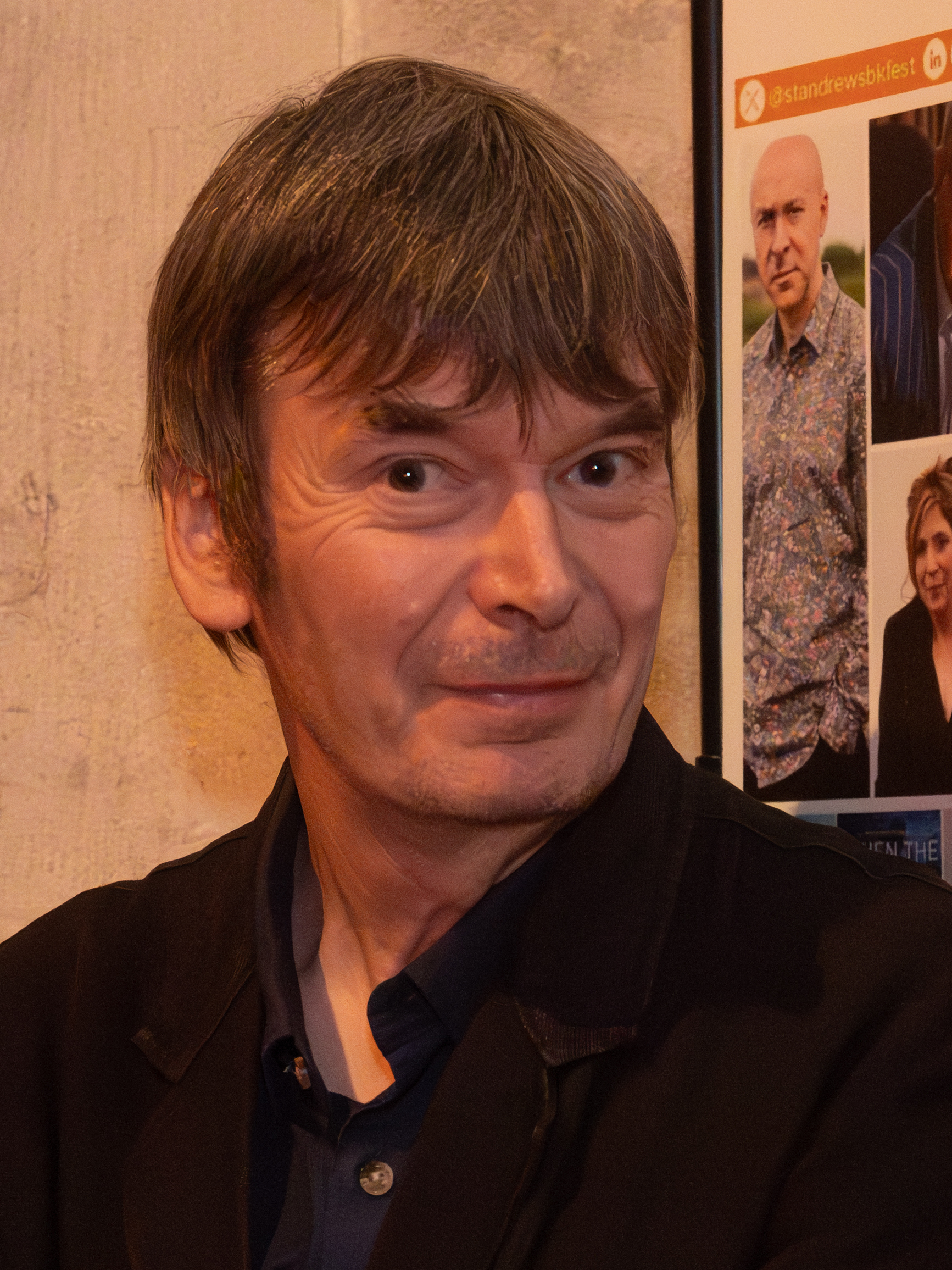
Ian Rankin (* 1960)

- Rankin, J. Lee (1907–1996), US-amerikanischer Jurist, Hochschullehrer und United States Solicitor General
- Rankin, James (* 1909), irischer Badmintonspieler
- Rankin, James (1913–1975), britischer Pilot
- Rankin, Jamilla (* 2003), australische Fußballspielerin
- Rankin, Janice (* 1972), schottische Curlerin
- Rankin, Jean Lowry (1795–1878), Abolitionistin und Fluchthelferin im Untergrundnetzwerk Underground Railroad in Ohio
- Rankin, Jeannette (1880–1973), US-amerikanische Politikerin, Frauenrechtlerin und FriedensaktivistinJeannette Rankin (1880–1973)

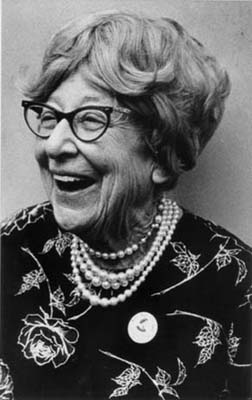
Jeannette Rankin (1880–1973)

- Rankin, Jessica (* 1971), australische Künstlerin
- Rankin, John (1793–1886), amerikanischer presbyterianischer Geistlicher, Erzieher und Abolitionist
- Rankin, John (* 1957), britischer Diplomat und Gouverneur der Britischen Jungferninseln (2021–2024)
- Rankin, John (* 1983), schottischer Fußballspieler
- Rankin, John E. (1882–1960), US-amerikanischer Politiker
- Rankin, Josecarlos Van (* 1993), mexikanischer Fußballspieler
- Rankin, Joseph (1833–1886), US-amerikanischer Politiker
- Rankin, Karl (1898–1991), US-amerikanischer Diplomat
- Rankin, Kenny (1940–2009), US-amerikanischer Musiker
- Rankin, Kevin (* 1976), US-amerikanischer SchauspielerKevin Rankin (* 1976)

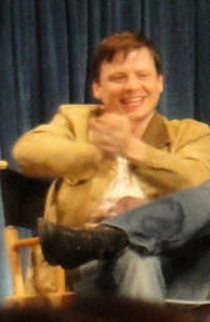
Kevin Rankin (* 1976)

- Rankin, Kyle (* 1972), US-amerikanischer Filmregisseur, Drehbuchautor und Filmschauspieler
- Rankin, Matthew (* 1980), kanadischer Filmregisseur, Drehbuchautor und Filmeditor
- Rankin, Molly (1905–1981), britische Schauspielerin
- Rankin, Molly (* 1987), kanadische Sängerin und Songwriterin
- Rankin, Nell (1926–2005), US-amerikanische Opernsängerin (Mezzosopran)
- Rankin, Robert Alexander (1915–2001), schottischer Mathematiker
- Rankin, Robert Fleming (* 1949), britischer Autor humorvoller Romane
- Rankin, Robert William (1907–1942), australischer Kapitän im Zweiten Weltkrieg
- Rankin, William (1920–2009), US-amerikanischer Pilot, Überlebender eines Falls durch eine Gewitterwolke
- Rankine, Claudia (* 1963), US-amerikanische Schriftstellerin
- Rankine, Scotty (1909–1995), kanadischer Langstreckenläufer britischer Herkunft
- Rankine, William John Macquorn (1820–1872), schottisch-britischer Physiker und Ingenieur
- Ranking Joe (* 1959), jamaikanischer Reggae-Musiker
- Rankins, Sheldon (* 1994), US-amerikanischer American-Football-Spieler
- Rankins, William, englischer Satiriker und Schriftsteller
- Rankireddy, Satwiksairaj (* 2000), indischer Badmintonspieler
- Rankl, Helmut, deutscher Landeshistoriker
- Rankl, Horst (* 1940), bayerischer Schriftsteller und Schauspieler
- Rankl, Karl Franz (1898–1968), österreichischer Dirigent und Komponist
- Rankl, Richard (1890–1948), österreichischer Benediktiner, Lehrer und Astronom
- Rankov, Boris (* 1954), britischer Althistoriker und Ruderer
- Rankov, Pavol (* 1964), slowakischer Schriftsteller
- Ranković, Aleksandar (1909–1983), jugoslawischer Politiker der Kommunistischen Partei und GeheimdienstchefAleksandar Ranković (1909–1983)

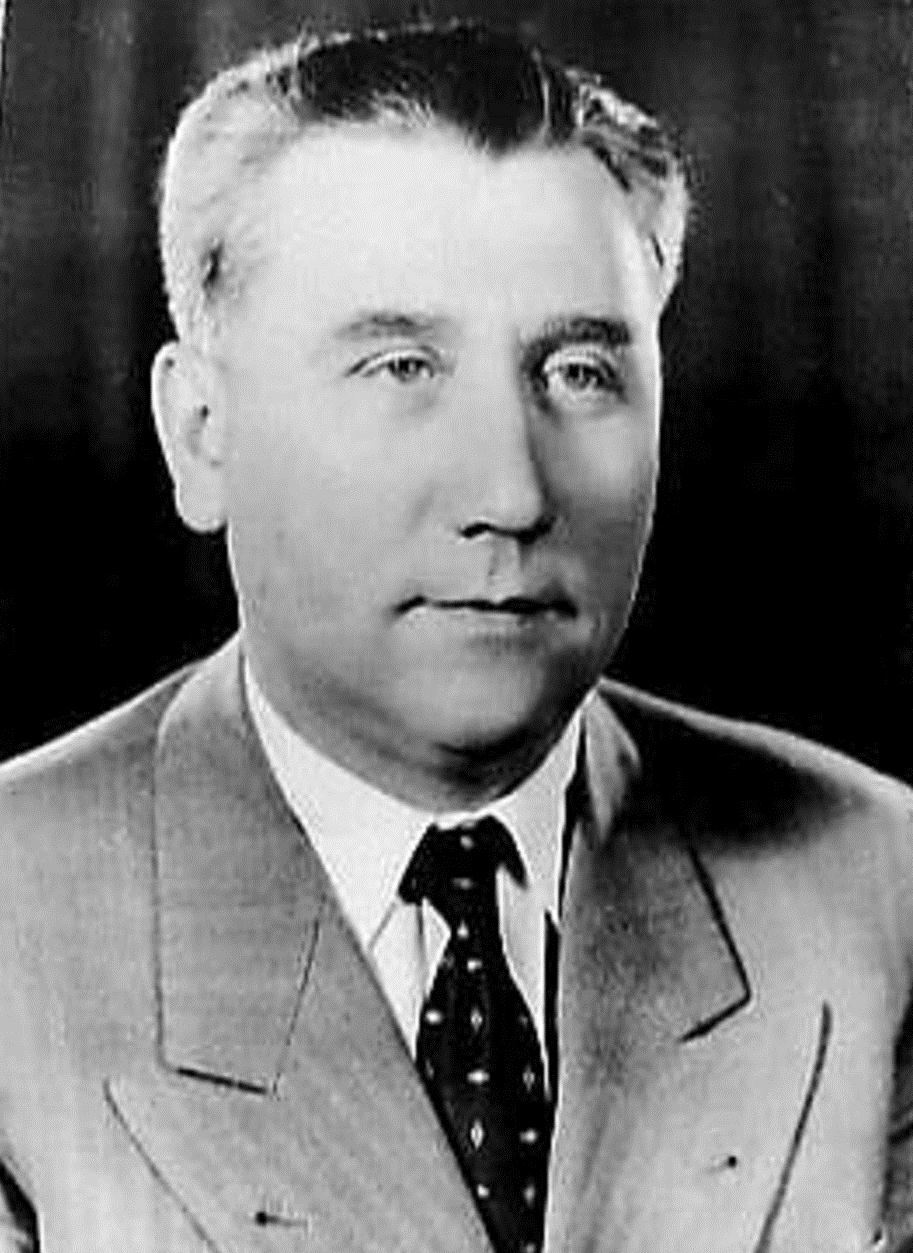
Aleksandar Ranković (1909–1983)

- Ranković, Aleksandar (* 1978), serbischer Fußballspieler und -trainer
- Ranković, Arsenije (* 1992), serbischer Eishockeytorwart
- Ranković, Saša (* 1979), serbischer Fußballspieler
- Rankovic, Vladimir (* 1993), deutscher Fußballspieler
- Ranks, Cutty (* 1965), jamaikanischer Reggae-Musiker
- Ranku, Lucky (1941–2016), südafrikanischer Jazzmusiker

### Rann
- Rann, Christina, deutsch-portugiesische Sportjournalistin, Moderatorin und Kommentatorin
- Rann, Mike (* 1953), australischer Wirtschaftsmanager, Diplomat und Politiker (Labor Party), Premierminister von South Australia
- Rannacher, Helmut (* 1940), deutscher Politikwissenschaftler, Präsident des Landesamtes für Verfassungsschutz Baden-Württemberg (1995–2005)
- Rannacher, Rolf (* 1948), deutscher Mathematiker
- Rannaleet, Ain (1904–1937), estnischer Schriftsteller
- Rannamaa, Silvia (1918–2007), estnische Schriftstellerin
- Rannankari, Tuomas (* 1991), finnischer Fußballspieler
- Rannap, Jaan (1931–2023), estnischer Kinder- und Jugendbuchautor
- Ranne, Lulu (* 1971), finnische Politikerin
- Ranneft, Johan (1886–1982), niederländischer Admiral
- Rannells, Andrew (* 1978), US-amerikanischer SchauspielerAndrew Rannells (* 1978)

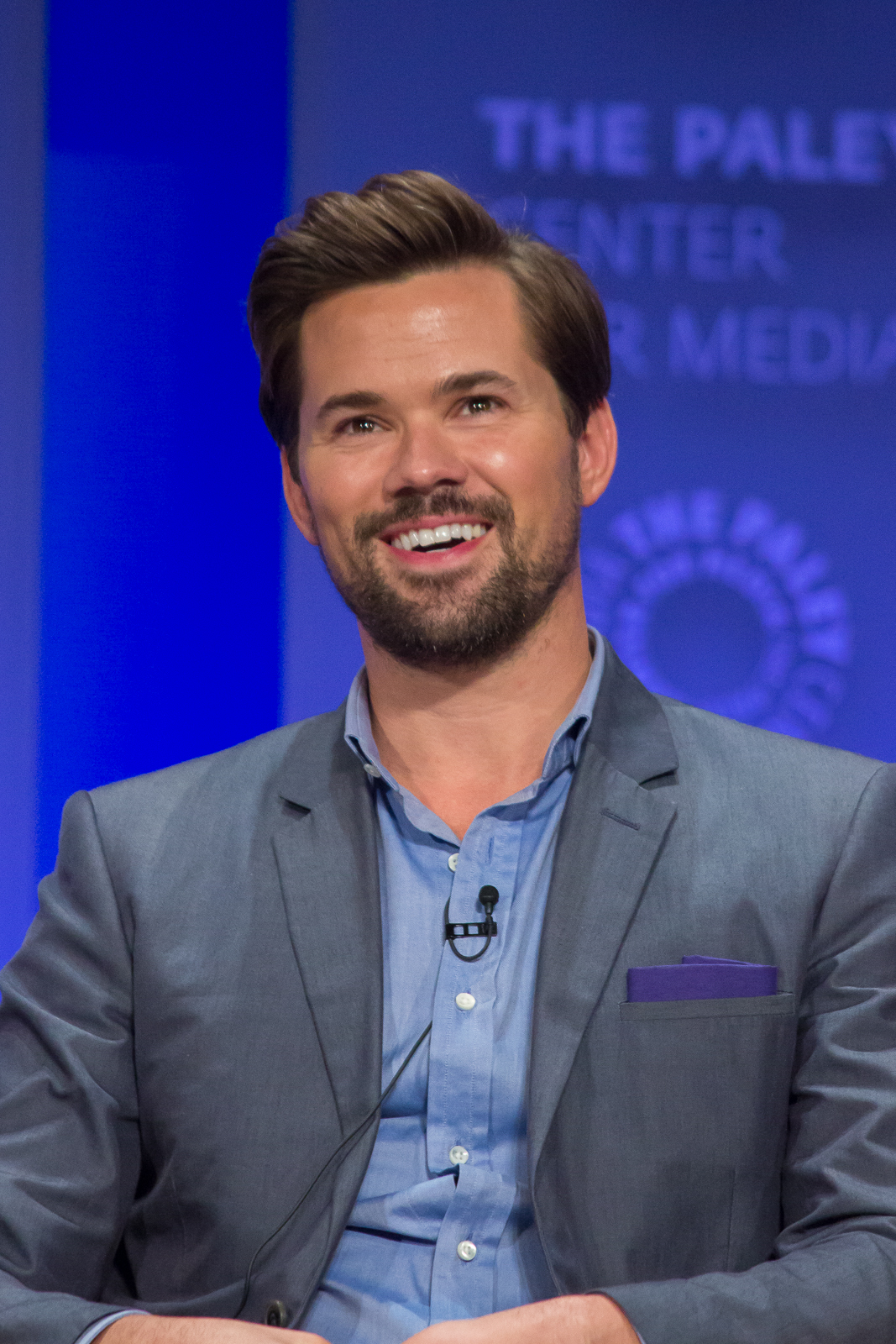
Andrew Rannells (* 1978)

- Rannenberg, Christian (* 1956), deutscher Blues- und Boogiepianist
- Rannenberg, Kai (* 1964), deutscher Informatiker
- Ranner, Alexandra (* 1967), deutsche Künstlerin
- Ranner, Balthasar (1852–1920), deutscher Landwirt und Politiker (Zentrum), MdR
- Ranner, Hella (* 1951), österreichische Politikerin (ÖVP), MdEP
- Ranner, Michaela (* 1986), deutsche Volleyballspielerin
- Ranner, Sepp (* 1939), deutscher Politiker (CSU), MdL
- Ranner, Stefanie (1923–1944), österreichisches Opfer des Nationalsozialismus
- Ranner, Thomas (* 1987), deutscher Volleyballspieler
- Ranneries, Christian (* 1988), dänischer Bahn- und Straßenradrennfahrer
- Rannet, Egon (1911–1983), estnischer Schriftsteller
- Ranney, Ambrose (1821–1899), US-amerikanischer Politiker
- Ranney, Austin (1920–2006), US-amerikanischer Politikwissenschaftler und Hochschullehrer
- Ranney, Helen M. (1920–2010), US-amerikanische Hämatologin
- Ranney, Waitstill R. (1791–1853), US-amerikanischer Politiker
- Rannikko, Teemu (* 1980), finnischer Basketballspieler
- Rannikmäe, Miia (* 1951), sowjetisch-estnische Chemikerin, Chemiedidaktikerin und Hochschullehrerin
- Rannit, Aleksis (1914–1985), estnischer Schriftsteller und Literaturwissenschaftler
- Rannow, Otto (* 1866), deutscher Landwirt und Politiker (DNVP), MdL
- Rannusio, Paolo (1532–1600), Gelehrter, Jurist

### Rano
- Ranocchia, Andrea (* 1988), italienischer Fußballspieler
- Ranocchini, Gloriana (* 1957), san-marinesische Politikerin
- Ranódy, László (1919–1983), ungarischer Filmregisseur
- Rañola, Antonio Racelis (* 1932), philippinischer Geistlicher, emeritierter Weihbischof in Cebu
- Ranos, Grant-Leon (* 2003), armenisch-deutscher FußballspielerGrant-Leon Ranos (* 2003)

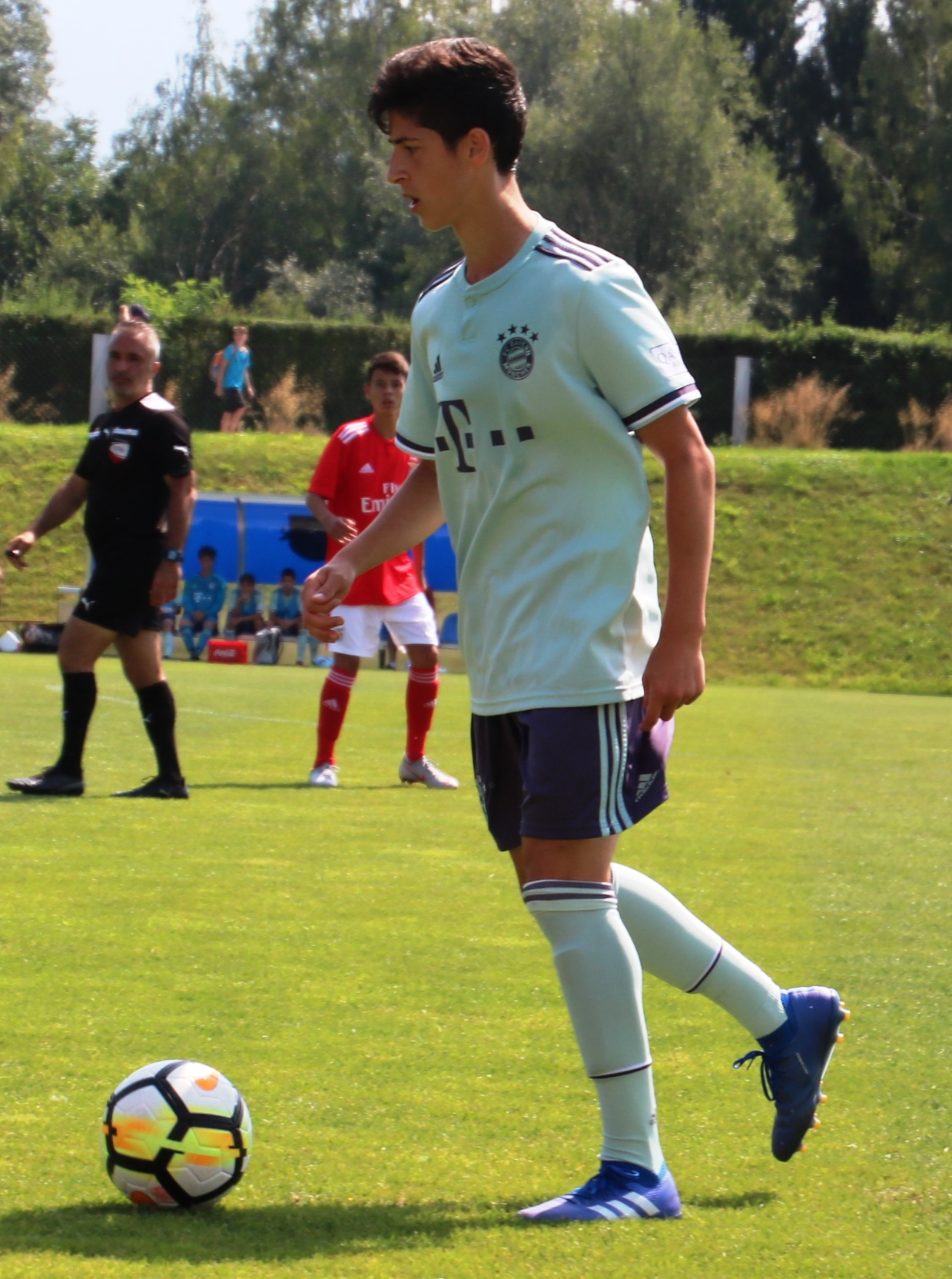
Grant-Leon Ranos (* 2003)

- Ranoux, Roger (1921–2015), französischer Politiker

### Ranq
- Ranquet, Joseph (1868–1954), französischer Politiker, Mitglied der Nationalversammlung

### Rans
- Ransay, Alain (* 1961), französischer Geistlicher, römisch-katholischer Bischof von Cayenne in Französisch-Guayana
- Ransbach, Yvonne (* 1975), deutsche Fernsehmoderatorin
- Ransberger, Matthias (* 1981), deutscher Schauspieler im Bühnen- und Filmbereich
- Ränsch-Trill, Barbara (1940–2006), deutsche Sportphilosophin
- Ranschburg, Pál (1870–1945), ungarischer experimenteller Psychologe und Psychiater
- Ransdell, Joseph E. (1858–1954), US-amerikanischer Politiker
- Ransdorf, Miloslav (1953–2016), tschechischer Philosoph und Politiker, MdEP
- Ranse, Marc de (1881–1951), französischer Komponist, Organist, Dirigent und Musikpädagoge
- Ranseder, Michael (* 1986), österreichischer Motorradrennfahrer
- Ransford, L. U. (1880–1954), englischer Badmintonspieler
- Ransford, Maurice (1896–1968), US-amerikanischer Artdirector und Szenenbildner
- Ranshofen-Wertheimer, Egon (1894–1957), österreichisch-US-amerikanischer Diplomat, Journalist, Rechts- und Staatswissenschaftler
- Ransiek, Andreas (* 1960), deutscher Jurist und Hochschullehrer
- Ransier, Alonzo J. (1834–1882), US-amerikanischer Politiker
- Ransleben, Christian (1650–1714), deutscher lutherischer Pfarrer und Dichter
- Ranslet, Arne (1931–2018), dänischer Bildhauer und Keramikkünstler
- Ranslet, Tulla Blomberg (* 1928), norwegische Malerin, Bildhauerin und Keramikkünstlerin
- Ransley, Harry C. (1863–1941), US-amerikanischer Politiker
- Ransley, Tom (* 1985), britischer Ruderer
- Ransmayr, Christoph (* 1954), österreichischer SchriftstellerChristoph Ransmayr (* 1954)

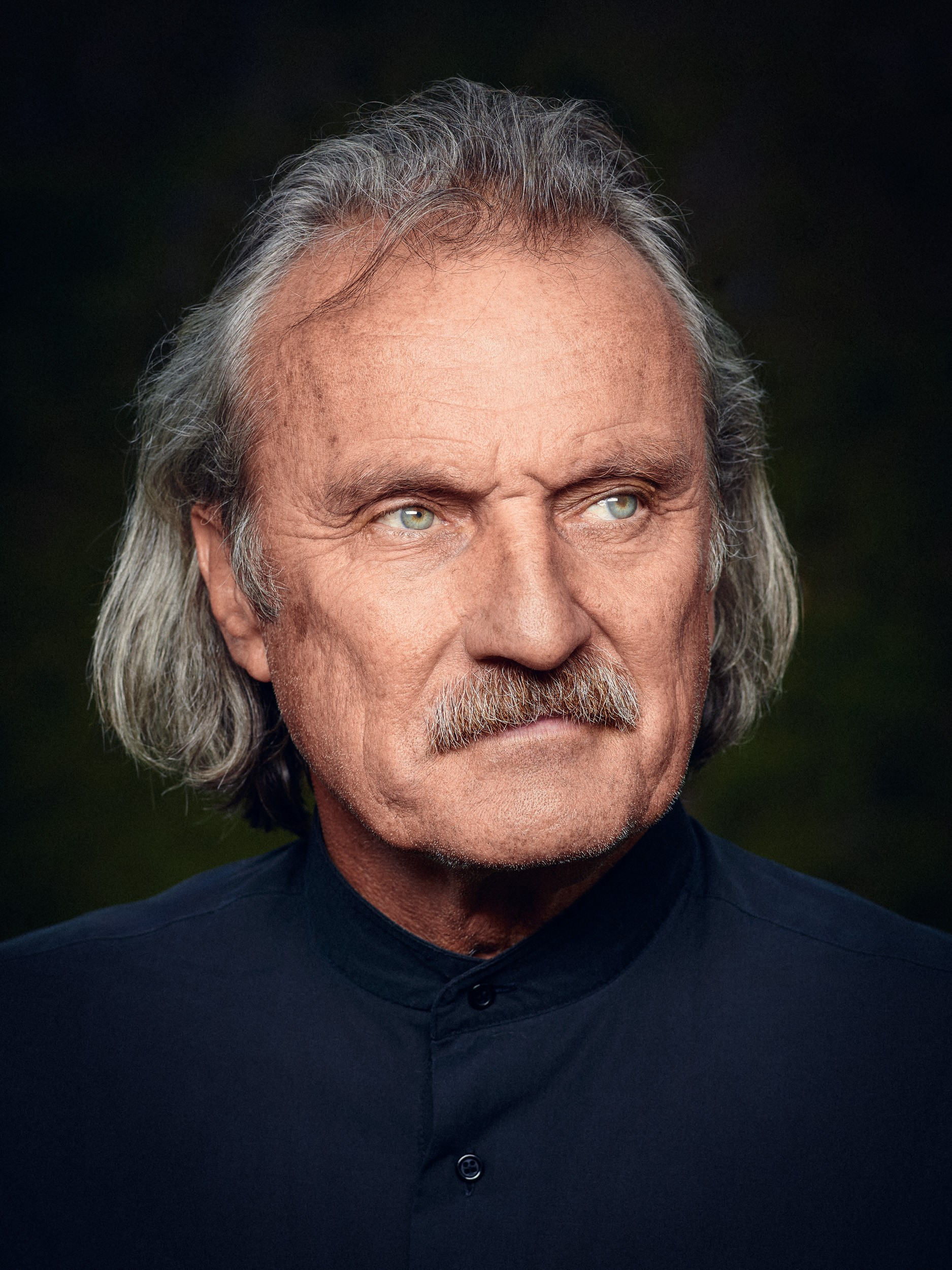
Christoph Ransmayr (* 1954)

- Ransohoff, Ernst (1890–1963), deutscher Richter
- Ransohoff, Gerti (1897–1932), deutsche Rednerin im rheinischen Karneval
- Ransohoff, Joseph (1915–2001), US-amerikanischer Neurochirurg
- Ransohoff, Martin (1927–2017), US-amerikanischer Filmproduzent
- Ransom, Brayton Howard (1879–1925), US-amerikanischer Parasitologe
- Ransom, Epaphroditus (1798–1859), US-amerikanischer Jurist und Politiker
- Ransom, John Crowe (1888–1974), amerikanischer Schriftsteller und Kritiker
- Ransom, Julia (* 1993), kanadische Biathletin
- Ransom, Matt Whitaker (1826–1904), US-amerikanischer Politiker und Offizier
- Ransom, Nicola (* 1971), deutsche Schauspielerin und Sprecherin
- Ransom, Phenizee (* 1974), US-amerikanischer Basketballschiedsrichter
- Ransom, Shantel (* 1968), US-amerikanische Sprinterin
- Ransome, Arthur (1884–1967), britischer Schriftsteller
- Ransome, Ernest Leslie (1844–1917), US-amerikanischer Bauingenieur
- Ransome, Frederick Leslie (1868–1935), US-amerikanischer Geologe
- Ransome, John, englischer Squashspieler
- Ransome, Prunella (1943–2002), britische Schauspielerin
- Ransome-Kuti, Bekololari (1940–2006), nigerianischer Politiker und Menschenrechtler
- Ransome-Kuti, Funmilayo (1900–1978), nigerianische Politikerin und FeministinFunmilayo Ransome-Kuti (1900–1978)

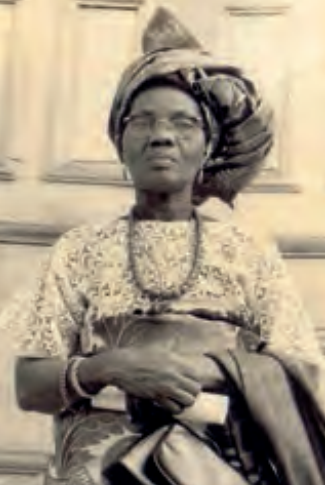
Funmilayo Ransome-Kuti (1900–1978)

- Ranson, Gilbert (1899–1972), französischer Zoologe und Malakologe
- Ranson, Paul (1864–1909), französischer Maler und Designer
- Ransone, James (* 1979), US-amerikanischer Schauspieler
- Ransonnet-Villez, Elise (1843–1899), österreichische Porträtmalerin
- Ransonnet-Villez, Eugen von (1838–1926), österreichischer Maler und Diplomat
- Ranspach, Dieter (1926–2017), deutscher Schauspieler und Synchronsprecher
- Ranst, Constantin (1635–1714), Kaufmann in Diensten der Niederländischen Ostindien-Kompanie (VOC), einer der reichsten Niederländer seiner Zeit
- Ranst, Do van (* 1974), flämischer Schriftsteller

### Rant
- Rant, Rok, slowenischer Bogenbiathlet
- Rant, Zoran (1904–1972), slowenischer Maschinenbauingenieur
- Ranta, David, US-amerikanischer Drucker und Opfer eines Justizirrtums
- Ranta, Ilmo (* 1956), finnischer Pianist und Liedbegleiter
- Ranta, Jaakko (* 1997), finnischer Biathlet
- Ranta, Michael (* 1942), US-amerikanischer Komponist und Perkussionist
- Ranta, Pratibha (* 2000), indische Schauspielerin
- Ranta, Roope (* 1988), finnischer Eishockeyspieler
- Ranta, Sulho (1901–1960), finnischer Komponist
- Ranta, Ville (* 1978), finnischer Comiczeichner und Graphic-Novel-Autor
- Rantahakala, Jori (* 1990), finnischer Biathlet
- Rantala, Harri J. (* 1980), finnischer Filmregisseur
- Rantala, Iiro (* 1970), finnischer Komponist und JazzmusikerIiro Rantala (* 1970)

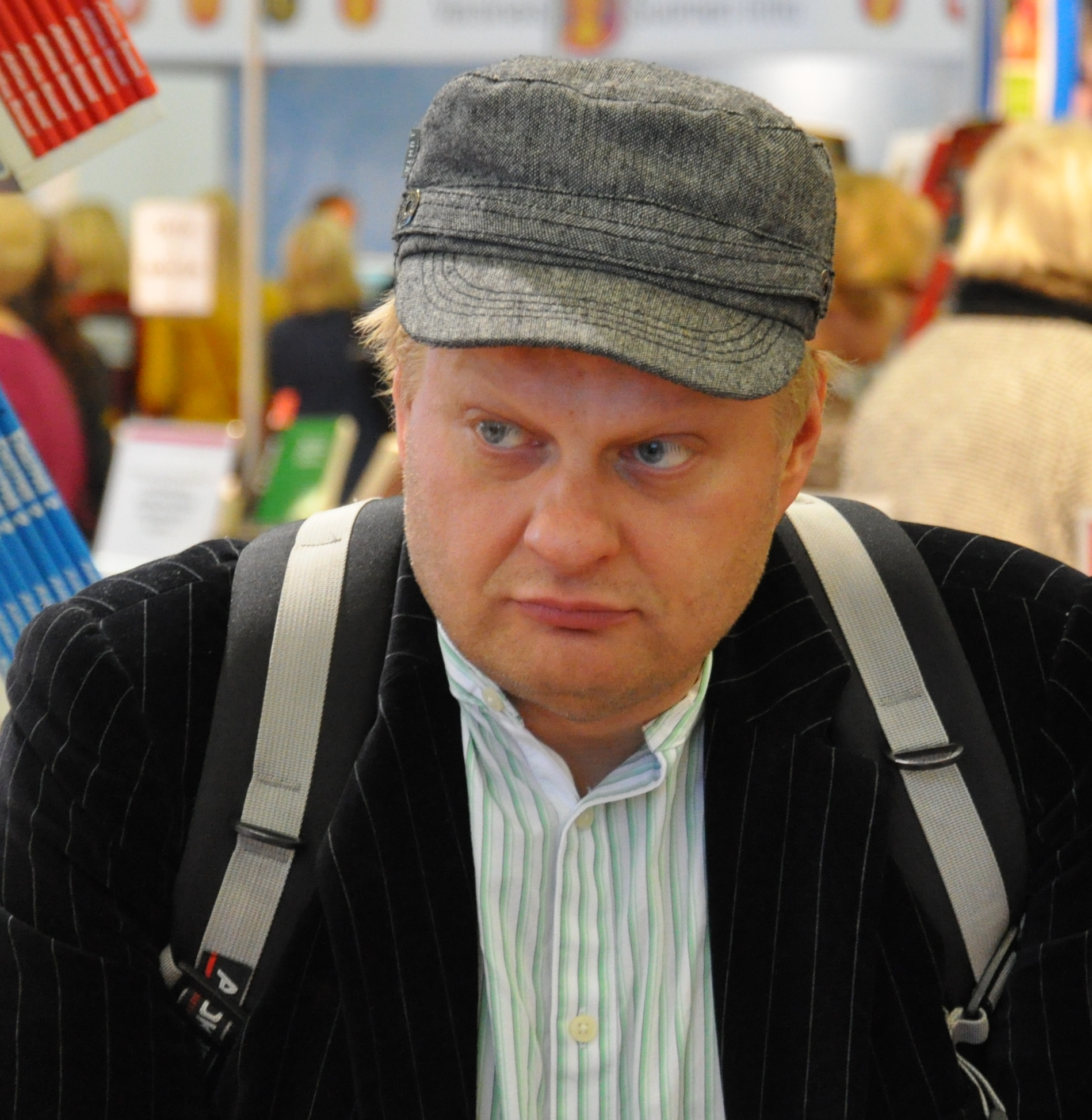
Iiro Rantala (* 1970)

- Rantala, Jutta (* 1999), finnische Fußballspielerin
- Rantala, Leif (1947–2015), finnlandschwedischer Sprachwissenschaftler und Übersetzer
- Rantala, Lene (* 1968), dänische Handballspielerin und -trainerin
- Rantamäki, Karoliina (* 1978), finnische Eishockeyspielerin
- Rantamäki, Tomi (* 1968), finnischer Curler
- Rantanen, Amanda (* 1998), finnische Fußballspielerin
- Rantanen, Anna-Kaisa (* 1978), finnische Fußballspielerin
- Rantanen, Heli (* 1970), finnische Leichtathletin
- Rantanen, Jari (* 1961), finnischer Fußballspieler und -trainer
- Rantanen, Kaarlo (* 1988), finnischer Fußballspieler
- Rantanen, Mari (* 1976), finnische Politikerin (PeruS)
- Rantanen, Matti (* 1952), finnischer Akkordeonist
- Rantanen, Matti (* 1981), finnischer Rallyefahrer
- Rantanen, Merja (* 1980), finnische Orientierungsläuferin
- Rantanen, Mikko (* 1996), finnischer EishockeyspielerMikko Rantanen (* 1996)

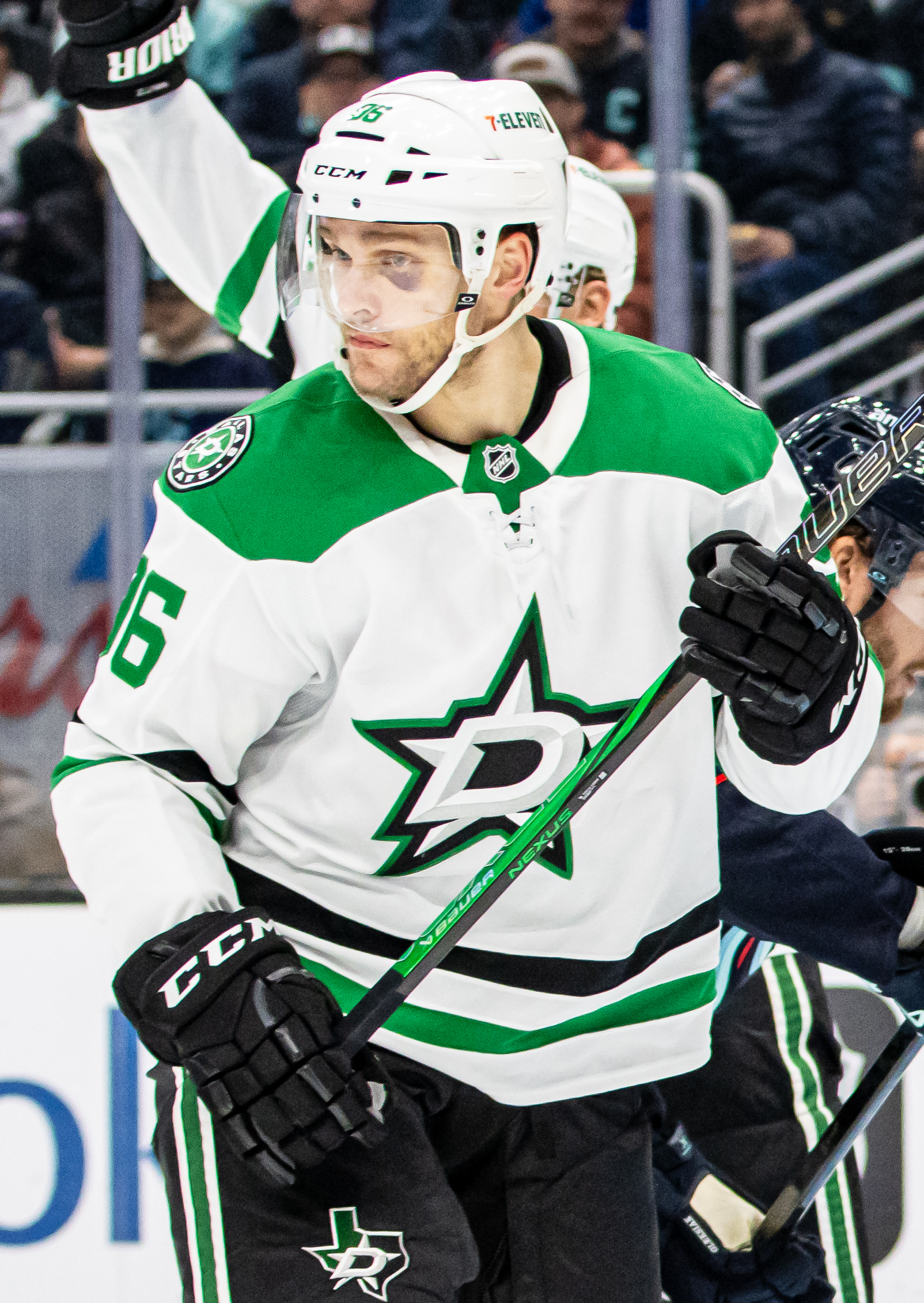
Mikko Rantanen (* 1996)

- Rantanen, Paavo (* 1934), finnischer Diplomat, Wirtschaftsmanager und Politiker, Außenminister
- Rantanen, Seppo (* 1963), finnischer Skilangläufer
- Rantanen, Siiri (1924–2023), finnische Skilangläuferin
- Rantanen, Yrjö (1950–2021), finnischer Schachspieler
- Rantaniva, Mikko (* 1974), finnischer Schauspieler und Sänger
- Rantasa, Walter (* 1966), österreichischer Ruderer
- Rantasalmi, Pauli (* 1979), finnischer Musikproduzent und Gitarrist
- Rante, Motlatsi (* 2000), botswanische Sprinterin
- Ranter, Jonas (1860–1931), österreichischer Maler und Restaurator
- Ranteš, Marin (* 1995), kroatischer BMX-Freestyle-Fahrer
- Ranthe, Lars (* 1969), dänischer Schauspieler und Synchronsprecher
- Ranthe, Rigmor (* 2003), dänische Schauspielerin
- Rantie, Tokelo (* 1990), südafrikanischer Fußballspieler
- Rantisi, Abd al-Aziz ar- (1947–2004), palästinensischer Führer der HamasAbd al-Aziz ar-Rantisi (1947–2004)

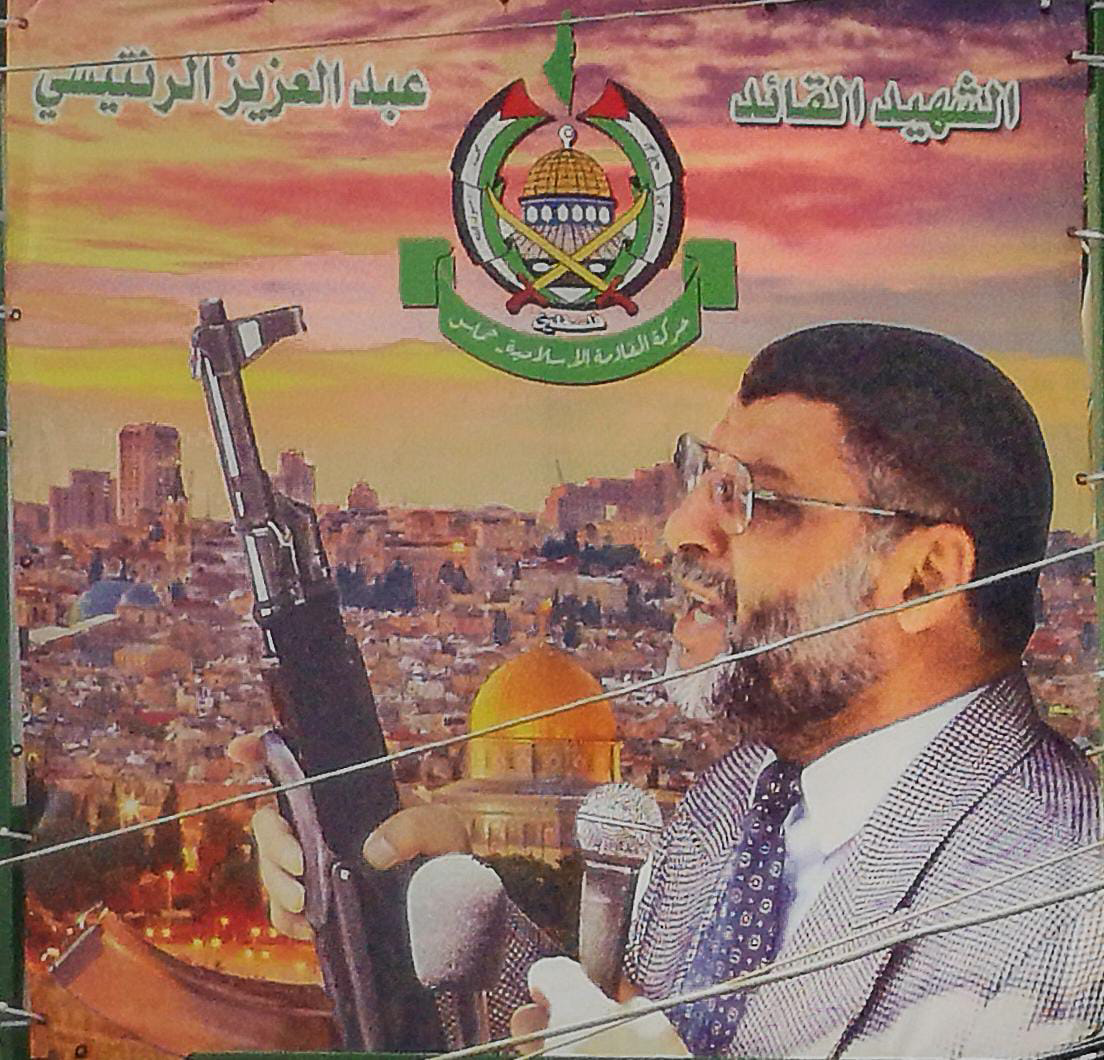
Abd al-Aziz ar-Rantisi (1947–2004)

- Rantoul, Robert (1805–1852), US-amerikanischer Politiker
- Rants, Ove Krogh (1926–2023), dänischer Bahnradsportler
- Rantschew, Iwan (* 1990), bulgarischer Snowboarder
- Räntz, Christian (1750–1795), deutscher Bildhauer des Rokoko
- Räntz, Elias, deutscher Bildhauer des Barock
- Rantz, Friedrich (1811–1847), deutscher Porträtmaler
- Räntz, Johann David († 1783), deutscher Bildhauer des Rokoko
- Räntz, Johann David der Ältere, deutscher Architekt des Rokoko
- Räntz, Johann Gabriel († 1776), deutscher Bildhauer des Barock
- Räntz, Johann Lorenz Wilhelm († 1776), deutscher Bildhauer des Rokoko
- Rantz, Joseph (1914–2007), US-amerikanischer Ruderer
- Rantzau, Adeline zu (1867–1927), deutsche Schriftstellerin
- Rantzau, August zu (1768–1849), schleswig-holsteinischer Gutsbesitzer, Amtmann und einer der letzten Lübecker Domherren
- Rantzau, Balthasar († 1547), Bischof von Lübeck
- Rantzau, Breide († 1562), holsteinischer Ritter und dänischer Statthalter in den Herzogtümern Schleswig und Holstein
- Rantzau, Breido Graf zu (1949–2022), deutscher Verbandsfunktionär, Präsident der Deutschen Reiterlichen Vereinigung (FN), Schlossherr, Pferdezüchter und SpringreiterBreido Graf zu Rantzau (1949–2022)

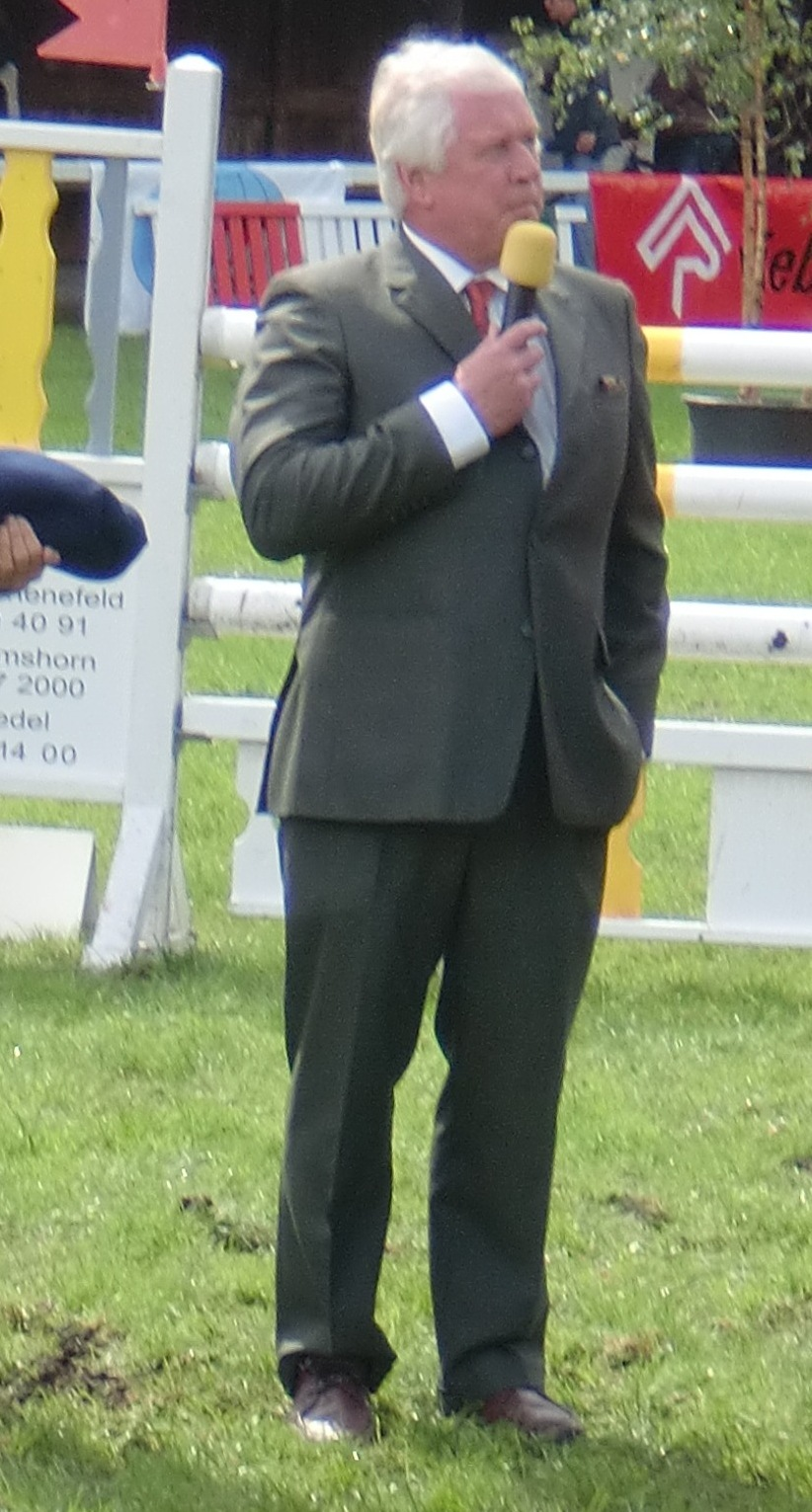
Breido Graf zu Rantzau (1949–2022)

- Rantzau, Cai von (1726–1792), Herr auf Gaartz, Klosterpropst von Preetz und Schleswig und Träger des Danebrog-Ordens.
- Rantzau, Carl Emil zu (1775–1857), holsteinischer Gutsbesitzer, Abgeordneter der Holsteinischen Ständeversammlung
- Rantzau, Carl von (1782–1851), mecklenburgischer Hofbeamter
- Rantzau, Christian Detlev Karl zu (1772–1812), deutsch-dänischer Verwaltungsjurist, Oberpräsident von Kiel und Kurator der Universität Kiel
- Rantzau, Christian Detlev zu (1670–1721), Reichsgraf der Reichsgrafschaft Rantzau
- Rantzau, Christian Emil zu (1716–1777), holsteinischer Gutsherr, Offizier und Hofbeamter in dänischen Diensten
- Rantzau, Christian Karl zu (1830–1878), deutscher Gutsherr und Mitglied des Preußischen Herrenhauses
- Rantzau, Christian von (1682–1731), dänischer Generalleutnant
- Rantzau, Christian zu (1614–1663), Statthalter im königlich-dänischen Anteil von Schleswig-Holstein (1648–1663)
- Rantzau, Christian zu (1683–1729), deutscher Gutsbesitzer, Domherr und Präsident der Bischöflichen Kollegien in Eutin
- Rantzau, Christian zu (1796–1857), deutscher Verwaltungsjurist in dänischen Diensten und Gouverneur und Landdrost des Herzogtums Lauenburg
- Rantzau, Christian zu (1858–1939), deutscher Verwaltungs- und Hofbeamter, Rittergutsbesitzer und Parlamentarier
- Rantzau, Christoph von (1623–1696), holsteinischer Gutsbesitzer
- Rantzau, Conrad zu (1773–1845), holsteinischer Gutsbesitzer und dänischer Staatsminister
- Rantzau, Cuno von (1864–1956), deutscher Offizier und Hofbeamter
- Rantzau, Daniel (1529–1569), königlich-dänischer Feldhauptmann
- Rantzau, Daniel (1534–1589), Klosterprobst zu Uetersen
- Rantzau, Daniel zu (1875–1936), deutscher Verwaltungsbeamter
- Rantzau, Detlev (1577–1639), schleswig-holsteinischer Gutsbesitzer und dänischer Amtmann
- Rantzau, Detlev Graf zu (* 1930), deutscher Diplomat
- Rantzau, Elisabeth von (1624–1706), Klostergründerin
- Rantzau, Emil zu (1827–1888), deutscher Standesherr und Politiker
- Rantzau, Ernst zu (1802–1862), deutscher Verwaltungsjurist in dänischen Diensten
- Rantzau, Frants (1604–1632), dänischer Reichsrat, Reichshofmeister und Schwiegersohn von König Christian IV.
- Rantzau, Gerhard (1558–1627), dänischer Statthalter im königlichen Anteil Schleswig-Holsteins
- Rantzau, Hans zu (1693–1769), Pionier der Bauernbefreiung in Schleswig-Holstein
- Rantzau, Hans zu (1764–1836), dänischer Generalkriegskommissar
- Rantzau, Heino von (1894–1946), deutscher Generalleutnant im Zweiten Weltkrieg
- Rantzau, Heinrich (1526–1598), dänischer Statthalter (produx cimbricus) des königlichen Anteils von Schleswig-HolsteinHeinrich Rantzau (1526–1598)

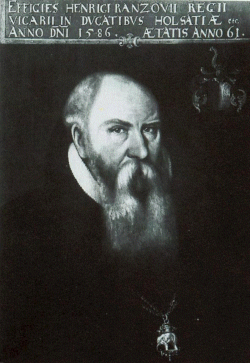
Heinrich Rantzau (1526–1598)

- Rantzau, Heinrich (1695–1726), schleswig-holsteinischer krimineller Gutsherr
- Rantzau, Heinrich Christian Graf zu (1922–2001), deutscher Schriftsteller, Übersetzer, Dolmetscher und Forstwirt
- Rantzau, Heinrich der Jüngere (1599–1674), Orientreisender
- Rantzau, Heinrich zu (1834–1891), preußischer Generalleutnant
- Rantzau, Henning († 1531), Klosterpropst zu Uetersen
- Rantzau, Hermann von (1815–1891), preußischer Generalleutnant
- Rantzau, Joachim von (1627–1701), deutscher Domdekan
- Rantzau, Johann (1492–1565), deutscher Feldherr
- Rantzau, Johann Albrecht von (1900–1993), deutscher Historiker, Hochschullehrer und Publizist
- Rantzau, Jørgen († 1713), dänischer General
- Rantzau, Josias (1609–1650), deutscher Heerführer im Dreißigjährigen Krieg, Marschall von Frankreich
- Rantzau, Josias von (* 1903), deutscher Diplomat
- Rantzau, Kuno zu (1843–1917), deutscher Diplomat
- Rantzau, Lebrecht zu (1890–1920), deutscher Landrat
- Rantzau, Lilly zu (1895–1988), deutsche Schriftstellerin
- Rantzau, Marianne von (1811–1855), deutsche Diakonisse, Oberin des Diakonissenhauses Bethanien (Berlin)
- Rantzau, Melchior († 1539), holsteinischer Ritter und Politiker im Dienste zweier schleswig-holsteinischer Herzöge und dänischer Könige
- Rantzau, Otto, Klosterprobst zu Uetersen
- Rantzau, Otto Manderup (1719–1768), dänischer Richter und Stiftamtmann von Island und den Färöern
- Rantzau, Otto von (1809–1864), deutscher Diplomat, Klosterpropst zu Uetersen
- Rantzau, Otto zu (1835–1910), deutscher Hofbeamter, Beamter im Auswärtigen Dienst, Rittergutsbesitzer und Parlamentarier
- Rantzau, Otto zu (1888–1946), deutscher Jurist, Ministerialbeamter und Polizeipräsident
- Rantzau, Peter (1535–1602), dänischer Berater des dänischen Königs
- Rantzau, Peter zu (1733–1809), Königlicher Dänischer Kammerherr, Land- und Regierungsrat in Glückstadt und Klosterpropst von Uetersen
- Rantzau, Schack Carl von (1717–1789), holsteinischer Gutsbesitzer und dänischer Offizier sowie deutscher ReichsgrafSchack Carl von Rantzau (1717–1789)

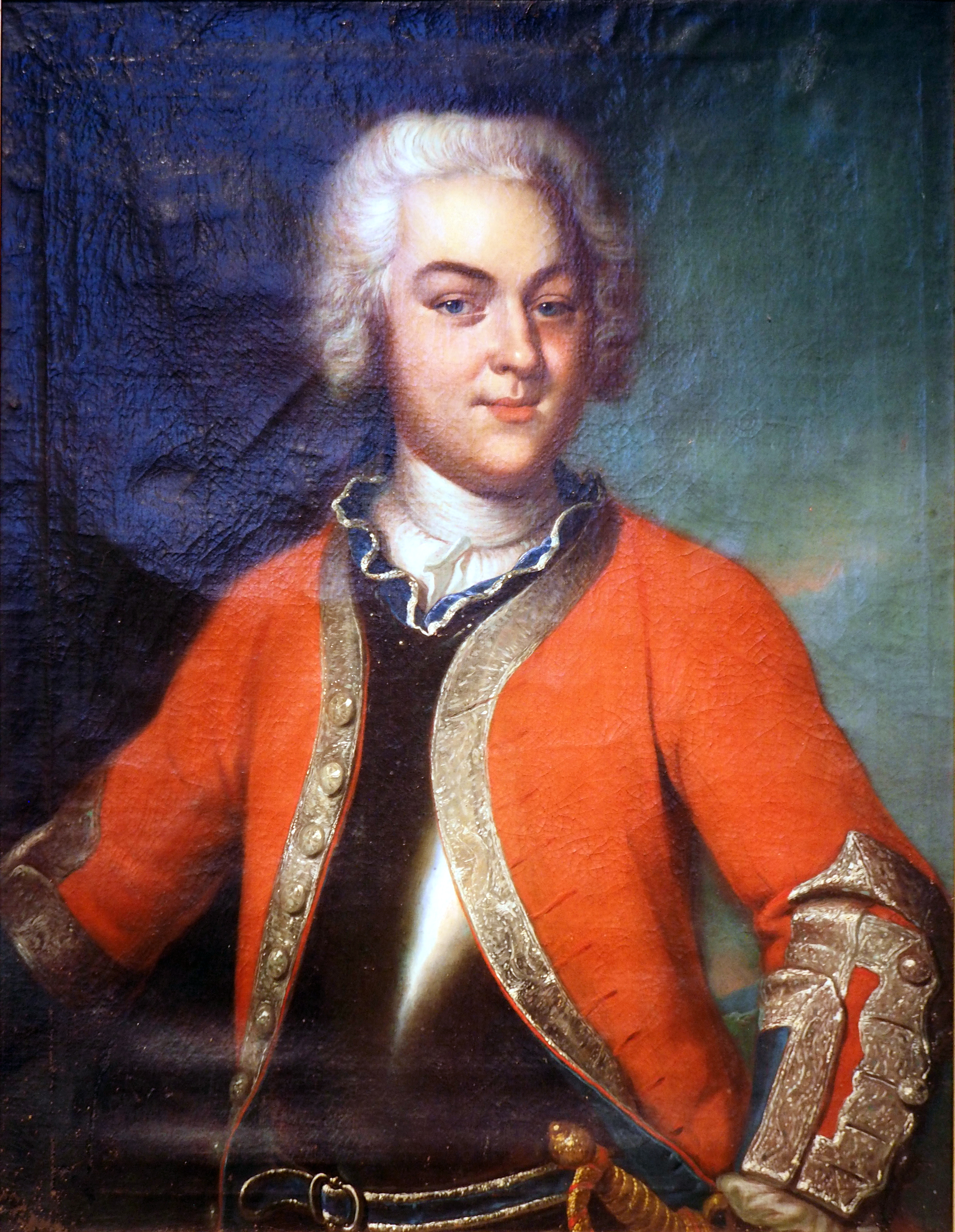
Schack Carl von Rantzau (1717–1789)

- Rantzau, Wilhelm Adolf zu (1688–1734), regierender Graf der Grafschaft Rantzau
- Rantzau-Breitenburg, Kuno zu (1805–1882), deutscher Jurist, Gutsherr, Amateur-Architekt und Förderer der Auswanderung nach Neuseeland
- Rantzau-Essberger, Liselotte von (1918–1993), deutsche Reederin
- Rantzen, Esther (* 1940), britische Fernsehmoderatorin und Autorin
- Rantzer, Philip (* 1956), rumänisch-israelischer Bildhauer

### Ranu
- Ranucci, Christian (1954–1976), französischer verurteilter Entführer, drittletzte Person, die in Frankreich hingerichtet wurde
- Ranucci, Sante (1933–2023), italienischer Radrennfahrer
- Ranuccio Farnese il Vecchio (1390–1460), italienischer Adliger und Senator
- Ranulf († 975), Graf von Périgord und Angoulême
- Ranulf de Blondeville, Earl of Chester († 1232), anglo-normannischer Magnat
- Ranulf Flambard († 1128), Bischof von Durham, Lordkanzler und Siegelbewahrer von England
- Ranulf, Svend (1894–1953), dänischer Philosoph und Soziologe
- Ranulph de Gernon, 2. Earl of Chester († 1153), Earl of Chester und Vizegraf von Avranches
- Ranuzzi de’ Bianchi, Vittorio Amedeo (1857–1927), italienischer Priester, Kardinal der römisch-katholischen Kirche und Bischof von Loreto
- Ranuzzi, Angelo Maria (1626–1689), italienischer römisch-katholischer Geistlicher, Kardinal und Erzbischof von Bologna
- Ranuzzi, Vincenzo (1726–1800), italienischer Geistlicher, päpstlicher Diplomat, Bischof von Ancona e Numana und Kardinal

### Ranv
- Ranvier, Louis-Antoine (1835–1922), französischer Anatom
- Ranvier, Pauline (* 1994), französische Florettfechterin

### Ranx
- Ranx, Bubbler, karibischer Sänger und Rapper

### Ranz
- Ranz, Gerda (* 1944), deutsche Mittel- und Langstreckenläuferin
- Ranz, Karl (1931–2019), deutscher Politiker (SPD), Oberstadtdirektor von Düsseldorf
- Ranz, Michael (* 1964), deutscher Kabarettist
- Ranz, Werner (1893–1970), deutscher Rechtsanwalt und Notar
- Ranza, Ferruccio (1892–1973), italienischer Jagdflieger des Ersten Weltkriegs
- Ranzahuer González, Guillermo (1928–2008), römisch-katholischer Bischof von San Andrés Tuxtla, Mexiko
- Ranzato, Virgilio (1883–1937), italienischer Komponist
- Ranze, Helmut (* 1948), deutscher Boxer, Bundestrainer für Amateurboxen
- Ranzenberg, Hugo († 1896), österreichischer Schauspieler und Regisseur
- Ranzi, Egon (1875–1939), österreichischer Chirurg und Hochschullehrer
- Ranzi, Fritz (1909–1977), österreichischer Historiker
- Ranzi, Gian-Matteo (* 1948), italienischer Ringer
- Ranzinger, Anton (1850–1924), deutscher Kirchenmaler und Restaurator
- Ranzinger, Janez (1909–1997), jugoslawischer Widerstandskämpfer
- Ranzinger, Tobias (* 1968), deutscher Fernsehmoderator und Journalist
- Ranzmaier, Christofer (* 1987), österreichischer Politiker (FPÖ), Landtagsabgeordneter in Tirol
- Ranzolin, Armindo Antônio (1937–2022), brasilianischer Sportjournalist und Erzähler
- Ranzolin, Cristina (* 1966), brasilianische Journalistin und Fernsehmoderatorin
- Ranzoni, Carlo (* 1965), Schweizer Jurist und Richter am Europäischen Gerichtshof für Menschenrechte
- Ranzoni, Daniele (1843–1889), italienischer Maler
- Ranzoni, Emerich (1823–1898), deutscher Kunsthistoriker, Schriftsteller und Schauspieler
- Ranzoni, Hans der Ältere (1868–1956), österreichischer Maler
- Ranzoni, Hans der Jüngere (1896–1991), österreichischer Grafiker
- Ranzoni, Johann (1799–1869), österreichischer Richter und Politiker
- Ranzow, Wilhelm von (1795–1860), oldenburgischer Generalmajor